# Delphinarium

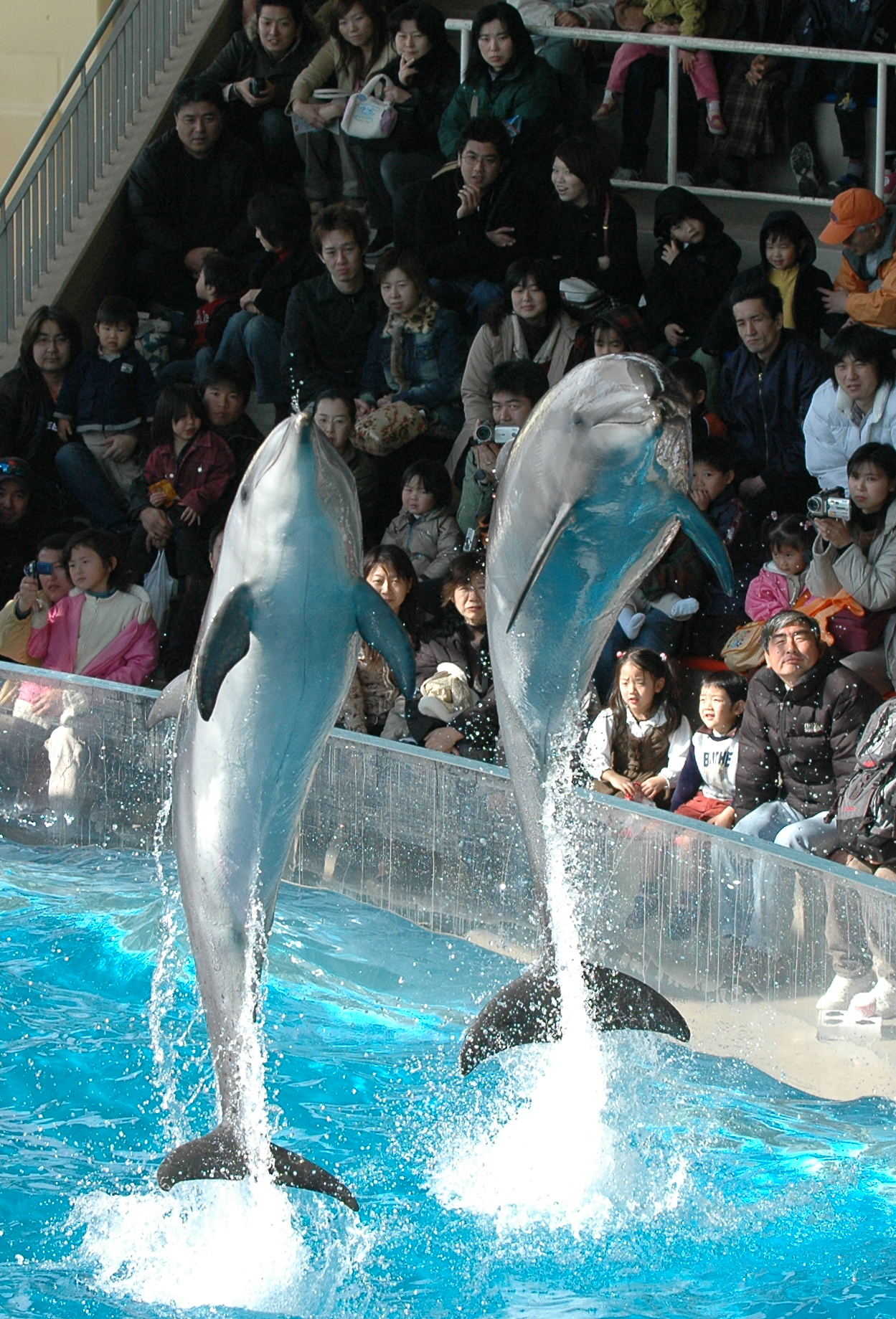
Spectacle de grands dauphins à l'aquarium d'Enoshima (Japon).

Un delphinarium est un aquarium pour delphinidés (dauphins et orques), et parfois pour d'autres cétacés (bélugas, marsouins et dauphins d'eau douce). Le plus souvent, ces animaux vivent dans un ensemble de bassins permettant leur présentation au public, leur élevage, leur dressage, des spectacles, et plus rarement des activités de recherche scientifique. Dans de rares delphinariums, les cétacés sont gardés dans un enclos ou un bassin en mer. Certains delphinariums mènent aussi des actions de secours aux cétacés échoués.
Les delphinariums sont des structures ouvertes au public, la plupart du temps gérées par des sociétés à but lucratif, et souvent intégrées dans de grands aquariums, des parcs d'attraction ou des parcs zoologiques. Il en existe sur tous les continents mais certains pays en comprennent un nombre particulièrement élevé, comme le Japon, la Chine, la Russie, les États-Unis (en Floride, principalement), le Mexique (au Quintana Roo, principalement), ou dans une moindre mesure l'Espagne et la Turquie.
Ils sont de plus en plus controversés et contestés, accusés dans certains pays d'être liés aux captures de cétacés en milieu sauvage, et notamment à la chasse annuelle aux dauphins de Taiji, mais surtout de ne pas fournir des conditions de captivité adaptées aux besoins physiologiques des espèces. L'intérêt de la captivité de ces animaux est discuté étant donné que les espèces concernées ne sont pas considérées comme « menacées » par l'Union internationale pour la conservation de la nature (UICN), ces structures ne jouant donc pas de rôle direct dans la conservation de ces espèces. Ainsi, de plus en plus de pays légifèrent pour interdire ou restreindre la captivité des cétacés sur leur territoire.

## Histoire
Les premiers cétacés maintenus en captivité étaient les deux bélugas du Barnum's Museum de New York présents dès 1861. Mais le premier delphinarium commercial n'a été ouvert que bien plus tard, en 1938, au Marine Studios Delphinarium de Saint Augustine, en Floride. Leur popularité a augmenté rapidement jusque dans les années 1960 et plus particulièrement en 1963 avec la sortie du film Flipper le dauphin et de la série télévisée éponyme. En 1966, le premier delphinarium d'Europe voit le jour.
C'est aussi dans les années 1960 que ces structures commencent à intégrer des orques. Les premières tentatives avortées de garder captives des orques capturées par accident débutèrent en 1961, jusqu'à ce que des captures volontaires débutent en 1968, organisées par l'aquarium marin de Seattle (en) dans le détroit de Puget. Entre 1962 et 1973, 50 individus furent ainsi capturés et envoyés dans des delphinariums, 12 moururent au cours des opérations. Après le moratoire adopté aux États-Unis avec le Marine Mammal Protection Act de 1972, seules deux orques furent capturées jusqu'en 1978. Ces opérations de capture dans l'océan Pacifique nord fournissaient aussi bien les delphinariums d'Amérique du Nord que ceux d'Europe, elles furent durement affectées par ce moratoire. Les captures se délocalisèrent alors dans l'océan Atlantique nord, au large de l'Islande, entre 1976 et 1983.

## Animaux

### Espèces concernées
Diverses espèces de delphinidés sont gardés en captivité ainsi que quelques autres espèces de petites baleines comme les marsouins communs, marsouins aptères et les bélugas, bien que dans ce cas le mot delphinarium ne soit pas parfaitement approprié dans la mesure où ces espèces n'appartiennent pas à la famille des delphinidés, dont ils sont néanmoins proches.
Le grand dauphin (Tursiops truncatus) est l'espèce la plus communément rencontrée dans les delphinariums, probablement parce que ces dauphins sont assez facilement dressables et résistent mieux que les autres espèces aux conditions de captivité. Des centaines, si ce ne sont des milliers, de grands dauphins vivent en captivité dans le monde, bien que leur nombre exact soit difficile à déterminer.
Les orques (Orcinus orca) sont assez souvent présentes dans ces structures et sont connues pour leurs performances lors des spectacles. Cependant, le nombre d'orques captives est faible par rapport au nombre de grands dauphins captifs, avec seulement 56 individus début 2016, dont 24 dans les trois parcs du groupe américain SeaWorld.
Parmi les autres espèces rencontrées dans les delphinariums, on trouve les dauphins tachetés de l'Atlantique, les dauphins de Gill, les fausses orques, les dauphins communs, ainsi que les dauphins de Commerson et les dauphins à bec étroit, mais en bien moins grand nombre que les grands dauphins. Certains parcs présentent également des spécimens de dauphins rose de l’Amazone, de dauphins de Risso, de dauphins à long bec ou de tucuxi.
De très rares delphinariums possèdent des hybrides de delphinidés. Deux spécimens connus sous le nom de balphins sont visibles au parc Sea Life d'Hawaï, ils sont issus d'un croisement entre un grand dauphin et une fausse orque. Deux autres spécimens hybrides de grand dauphin et de dauphin commun sont présentés en captivité, l'un au SeaWorld de San Diego, l'autre au SeaWorld d'Orlando.

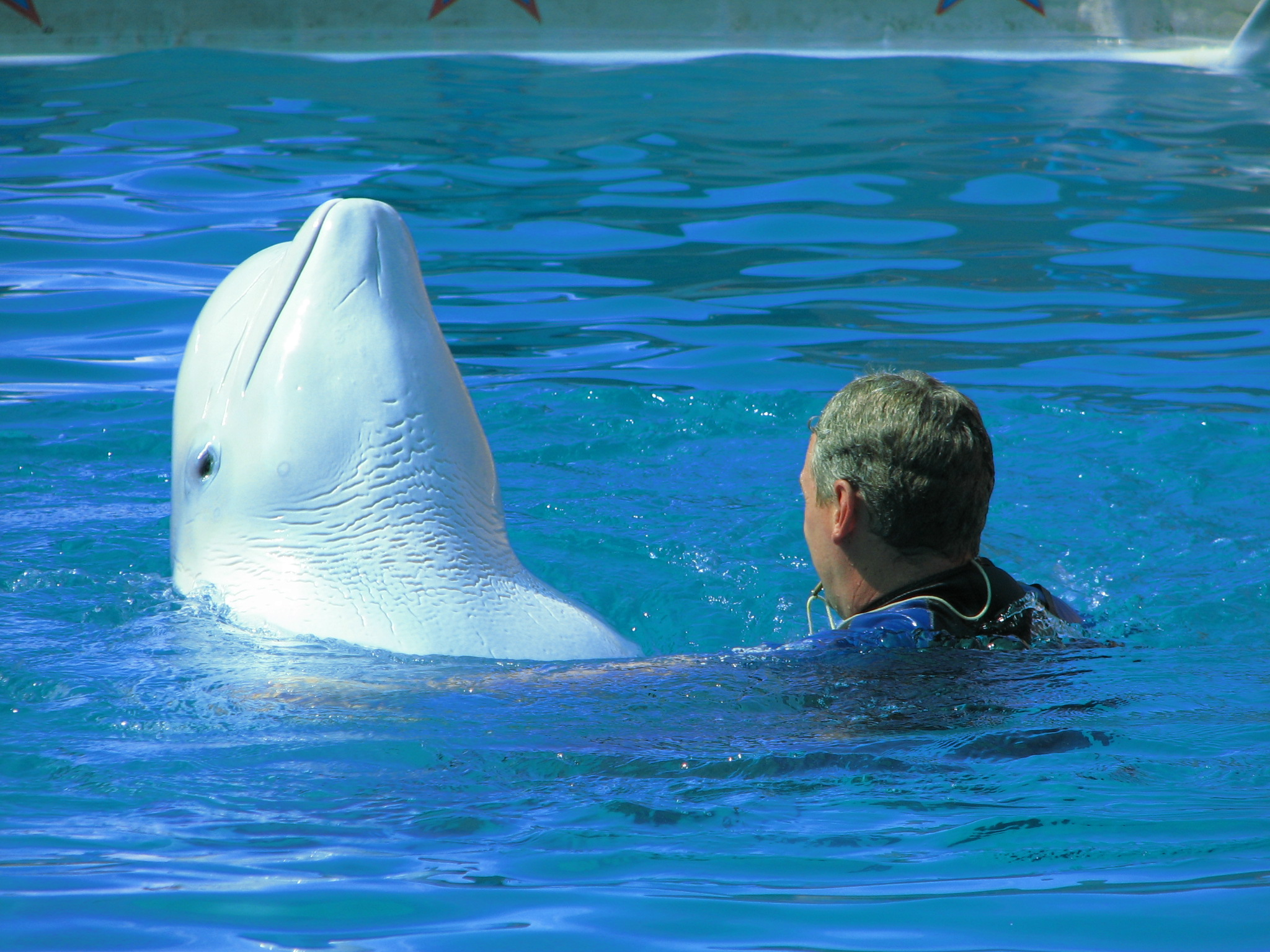
Béluga du delphinarium Utrish de Sotchi (Russie).
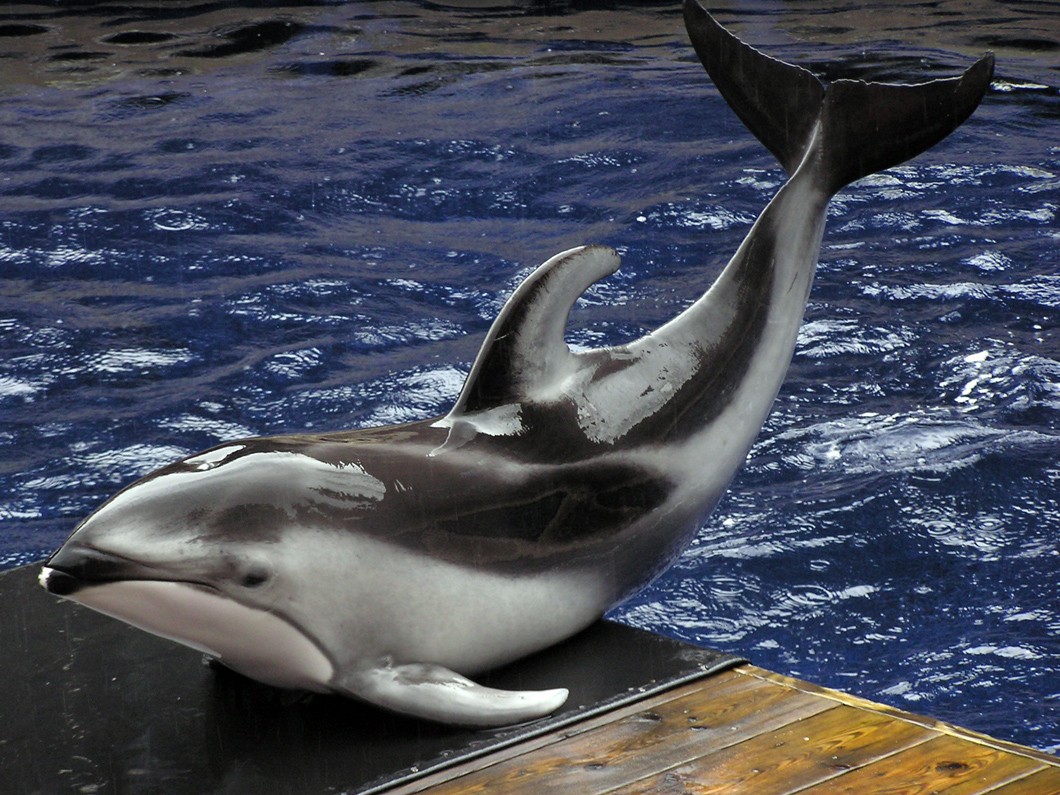
Dauphin de Gill de l'aquarium de Vancouver (Canada).
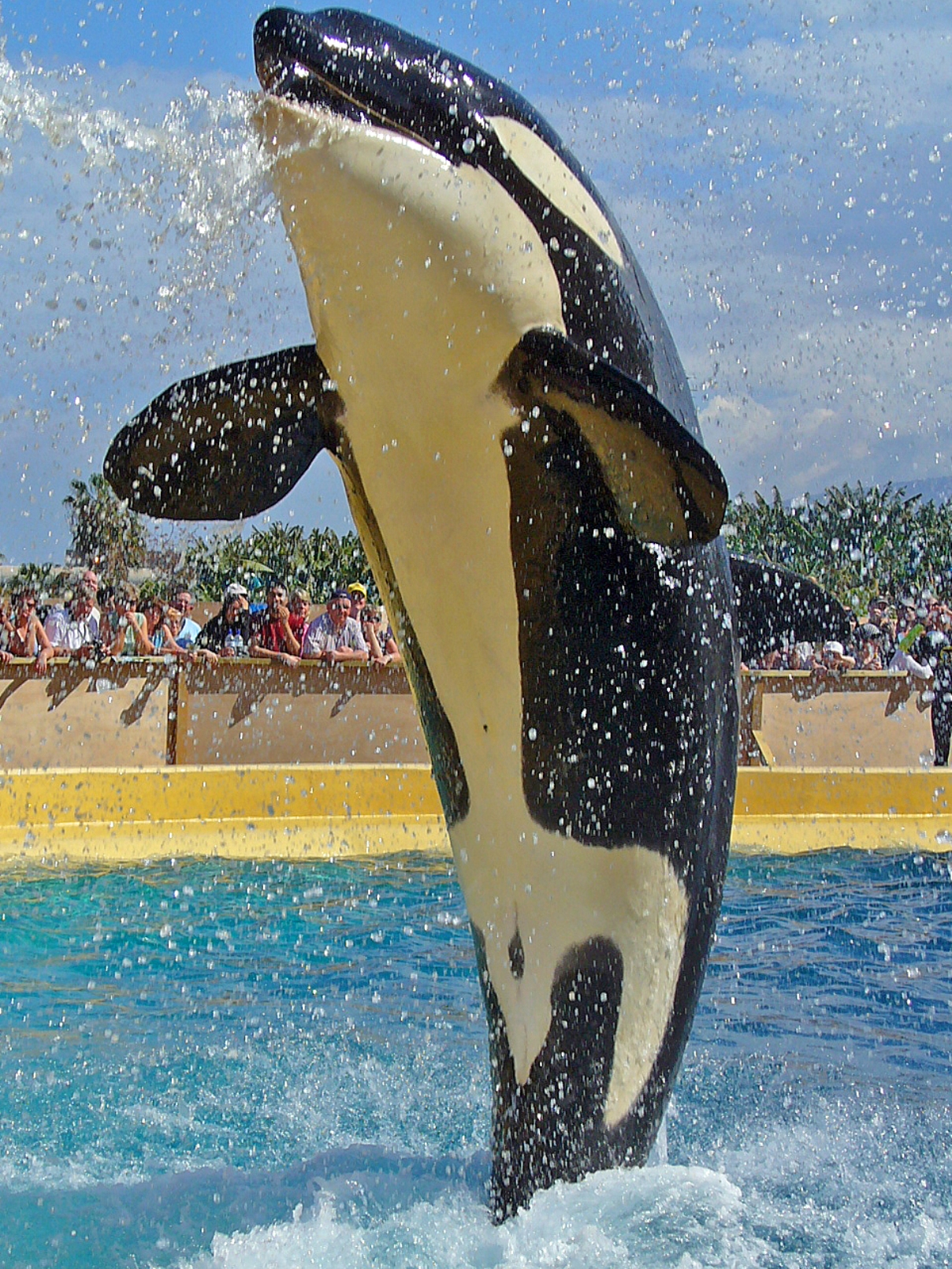
Orque du parc Loro de Tenerife (Espagne).
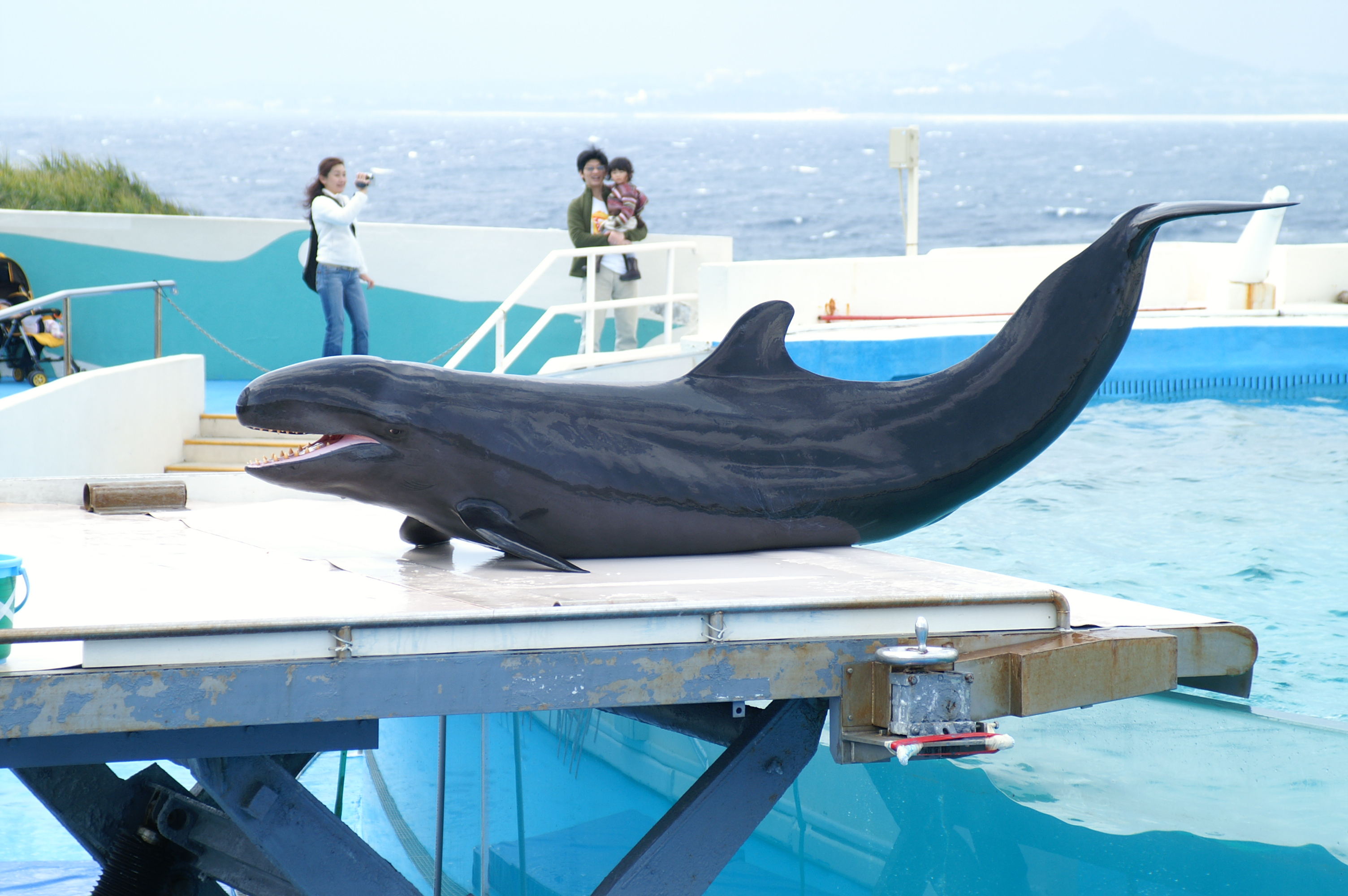
Fausse orque de l'aquarium Churaumi d'Okinawa (Japon).
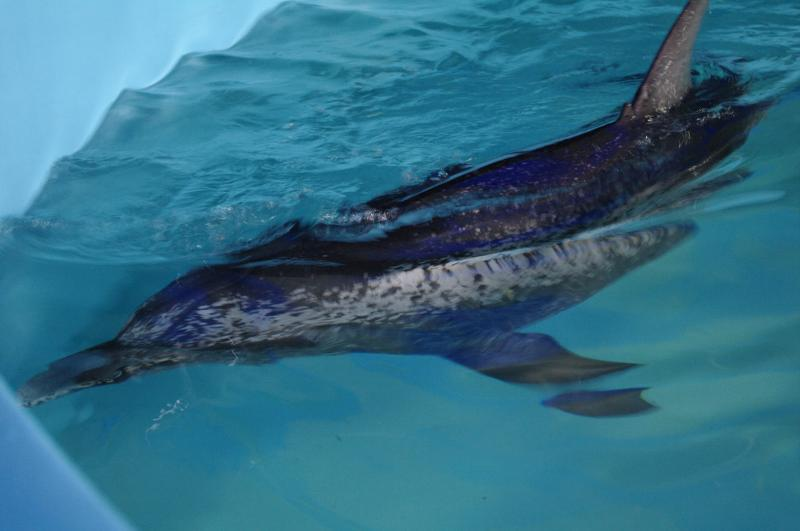
Dauphin tacheté de l'Atlantique au SeaWorld d'Orlando (États-Unis).
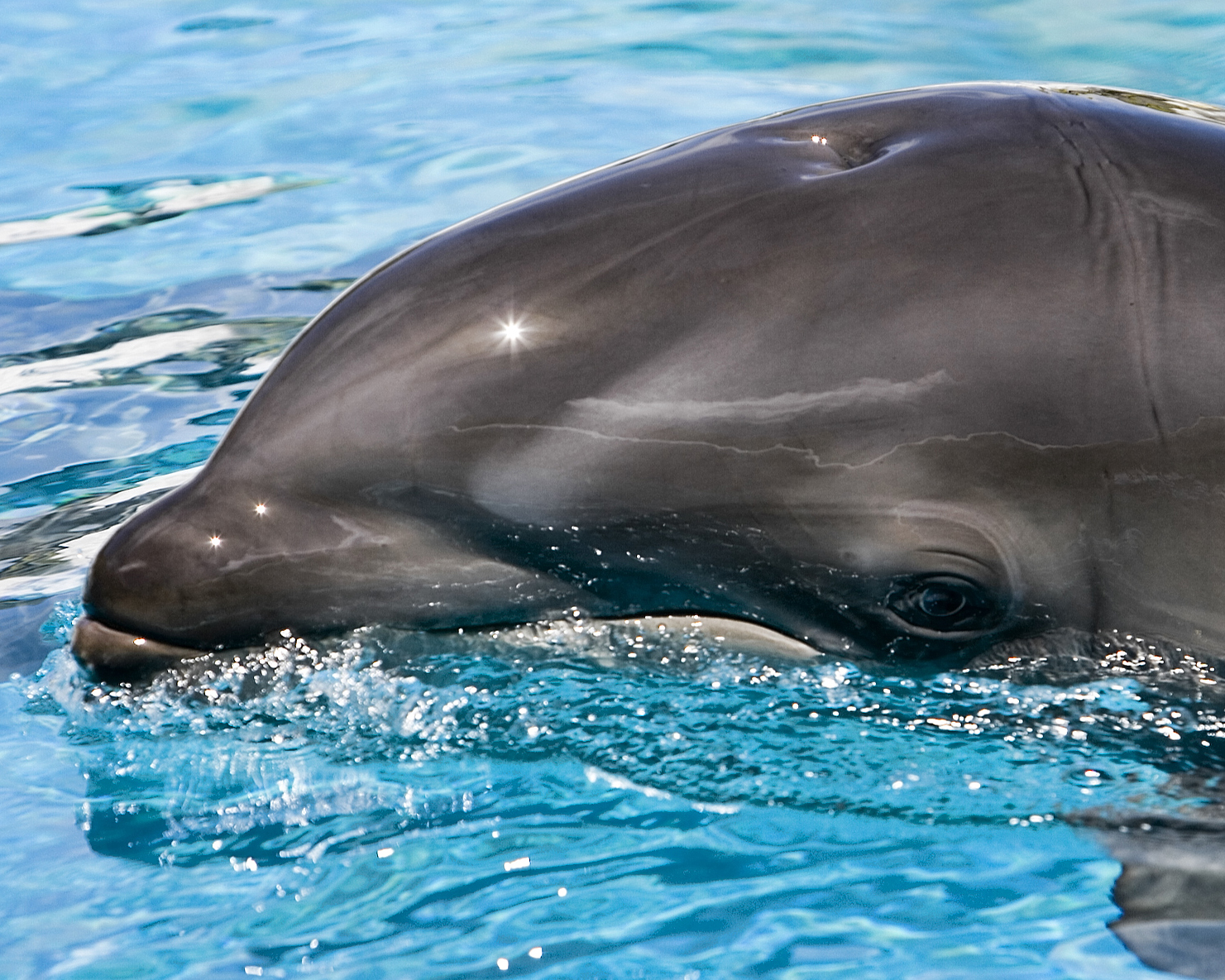
Jeune balphin du parc Sea Life d'Hawaï (États-Unis).

### Origine des animaux
Très tôt, de nombreux dauphins ont été capturés dans la nature au large des côtes de Floride. Bien qu'aux États-Unis la loi sur la protection des mammifères marins votée en 1972 permette des exceptions en ce qui concerne la capture de dauphins à des fins de recherche ou pour l'exhibition au public, aucun grand dauphin n'a été capturé dans les eaux américaines depuis 1989. Dans la plupart des pays occidentaux, des programmes d'élevage ont été mis en place pour fournir aux delphinariums de nouveaux animaux. Afin d'atteindre un taux de natalité plus élevé et pour éviter la consanguinité, l'insémination artificielle est de plus en plus utilisée. L'utilisation de l'insémination artificielle permet également aux delphinariums d'augmenter la diversité génétique de leur population sans avoir à importer des animaux d'autres établissements.
Le commerce des dauphins est régi par la Convention sur le commerce international des espèces de faune et de flore sauvages menacées d'extinction (la CITES, aussi connue sous le nom de Convention de Washington). Les espèces de dauphins en voie de disparition sont incluses dans l'annexe I de la CITES, leur commerce n'est autorisé que dans des circonstances exceptionnelles. Les espèces qui ne sont pas considérées comme menacées d'extinction sont inscrites à l'annexe II, auquel cas leur commerce "doit être contrôlée afin d'éviter une exploitation incompatible avec la survie de l'espèce". La plupart des espèces de cétacés qui font l'objet de commerce pour l'exhibition au public sont inscrites à l'annexe II.
Toutefois, le commerce de dauphins vivants se poursuit. La valeur d'un grand dauphin est estimée de quelques milliers à plusieurs dizaines de milliers de dollars US, en fonction de son âge, de son état et de ses aptitudes. Les captures sont signalés à la hausse dans le Pacifique Sud et dans les Caraïbes, Cuba a également été un exportateur de dauphins au cours des dernières années, celles-ci étant organisées par l'Aquarium national de Cuba. Au cours des dernières années, les îles Salomon ont aussi permis la collecte et l'exportation de dauphins pour les installations d'exhibition publiques. Une loi de 2005 a interdit l'exportation de dauphins dans ce pays, cependant cette interdiction a apparemment été annulée en 2007 lorsque 28 dauphins ont été expédiés à Dubaï. Certains delphinariums, principalement japonais, obtiennent leurs dauphins grâce à des pêches dirigées locales, bien que plusieurs autres pays d'Asie importent également du Japon des dauphins capturés de cette manière. Plusieurs delphinariums des États-Unis ont fait de même, mais cette pratique y a été interrompue en 1993, lorsque le Service national de la pêche maritime des États-Unis refusa un permis d'import au Marine World Africa USA pour quatre fausses orques ayant été capturées au cours d'une pêche dirigée japonaise.
Au XXIe siècle, les captures en mer se poursuivent, notamment d'orques dans la mer d'Okhotsk (Russie), afin d’approvisionner les delphinariums russes et chinois. La Whale and Dolphin Conservation Society estime ainsi qu'au moins 16 orques ont été capturées par la Russie entre 2012 et 2015. Le gouvernement russe détermine chaque année un quota annuel de captures pour les orques, fixé à 13 individus en 2015. Selon les associations, environ 1800 dauphins sont capturés chaque année lors de la chasse aux dauphins de Taiji au Japon (grands dauphins, dauphins à flancs blancs du Pacifique, dauphins bleus et blancs, dauphins tachetés pantropicaux, dauphins de Risso, fausses orques et globicéphales tropicaux). Une partie de ces animaux est destinée aux delphinariums, l'autre à la consommation humaine et animale.

## Situation et évolution par aires géographiques
La législation sur les delphinariums varie d'un pays à l'autre. La majorité des pays n'ont pas de législation particulière sur ce type de structure. De plus en plus de pays les interdisent ou restreignent leur établissement et leur fonctionnement.

### Afrique

#### Afrique du Sud
Il existe un delphinarium en Afrique du Sud, le uShaka Marine World.

#### Égypte
Il existe trois delphinariums en Égypte, le Dolphin World Makadi Bay, le Dolphina Hurghada et le Dolphina Sharm el Sheik.
Maroc
Il existe un delphinarium au Maroc. Le Agadir Dolphin World.

### Amérique du Nord

#### Canada

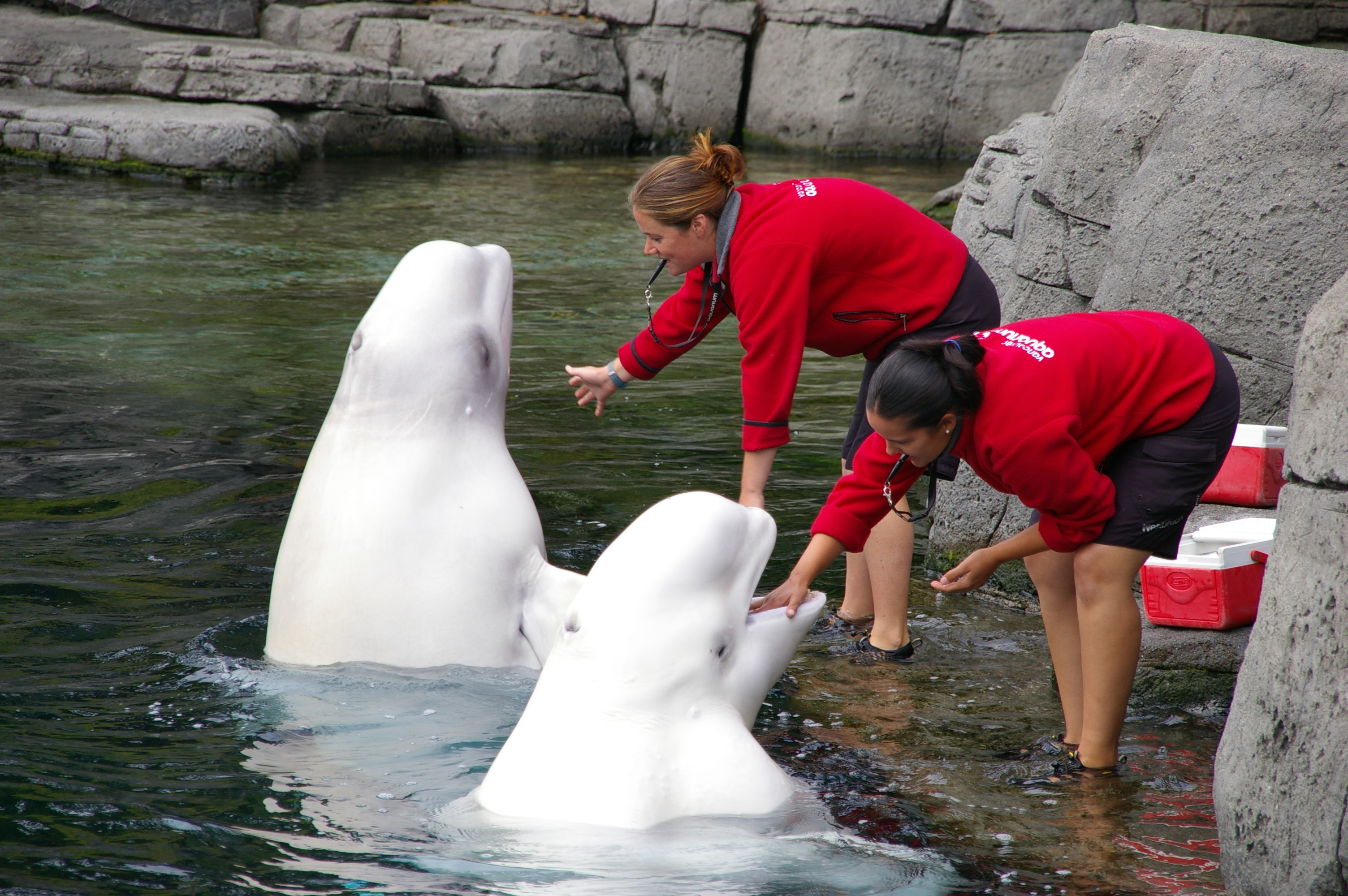
Bélugas de l'aquarium de Vancouver.

Il existe deux delphinarium au Canada, tous au Canada anglophone :
- le marineland du Canada, à Niagara Falls, en Ontario, qui présente une orque, Kiska, des grands dauphins et des bélugas.
- l'aquarium de Vancouver, en Colombie-Britannique, qui présente un dauphin à flancs blancs du Pacifique.

Le projet d'ouverture d'un delphinarium au zoo de Granby au Québec a été abandonné en 2001, faute de financement public, à la suite d'une vive opposition de la part des mouvements écologistes.
Le lagon des dauphins du centre commercial West Edmondton Mall, en Alberta, ne présente plus de cétacés depuis mai 2004.
En janvier 2015, le gouvernement de l'Ontario annonce l'interdiction de la vente et de l'achat d'orques au sein de sa province, ainsi qu'une nouvelle réglementation plus stricte concernant la captivité des mammifères marins (cétacés et pinnipèdes), à la suite de la publication d'un rapport de 125 pages rédigé par des biologistes marins de l'université de Colombie-Britannique,.

#### États-Unis

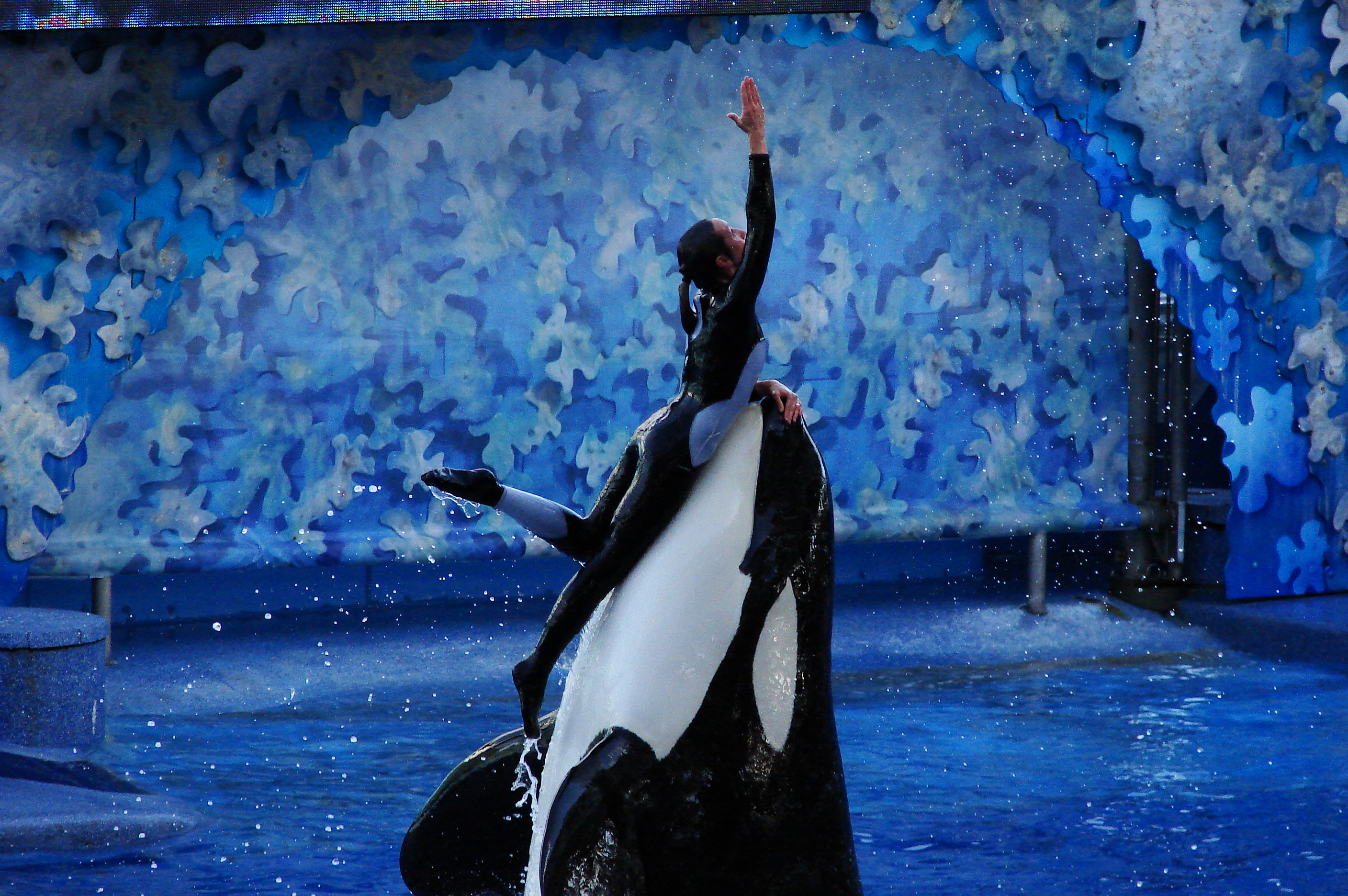
Orque du SeaWorld d'Orlando en représentation.

Aux États-Unis, parmi les delphinariums les plus importants on trouve le Miami Seaquarium (privé, Wometco Enterprises) en Floride, le Marineland de Floride (public, Aquarium de Géorgie), le delphinarium du parc Epcot à Walt Disney World (Floride) et les trois parc de la compagnie SeaWorld Parks & Entertainment (privés, possédée par Blackstone, une banque d'investissement américaine) : le SeaWorld de San Diego (Californie), le SeaWorld d'Orlando (Floride) et le SeaWorld de San Antonio (Texas).
En novembre 2015, le député démocrate Adam Schiff annonce le dépôt d'un amendement au Marine Mammal Protection Act, baptisée Orca Responsibility and Care Advancement Act, visant à interdire l'élevage, la capture, l'import et l'export d'orques aux États-Unis,.

##### Californie
Il existe deux delphinariums dans cet état, le SeaWorld de San Diego, qui présente 11 orques, et le parc d'attraction Six Flags Discovery Kingdom de Vallejo, près de San Francisco, qui présente des grands dauphins. D'autres delphinariums ont existé mais ont depuis fermé leurs portes comme la Knotts Berry Farm Dolphinarium de Los Angeles et le delphinarium du Six Flags Magic Mountain de la banlieue de Los Angeles.
La captivité de ces animaux est de plus en plus contestée dans cet État à la suite de la diffusion du film Blackfish et de la publication du livre Beneath the surface de l'ex-soigneur du SeaWorld de San Diego, John Hargrove. La fréquentation du parc a diminué de 12 % et la valeur de l'action de la maison-mère, SeaWorld Parks & Entertainment, a chuté drastiquement.
En réaction aux critiques le SeaWorld de San Diego annonce un projet d'agrandissement des bassins baptisé "Blue World". Mais en octobre 2015, la Commission Côtière de Californie (en), une agence environnementale californienne chargé d'autoriser et de régir les constructions côtières, autorise SeaWorld à agrandir ses bassins à la seule condition que l'entreprise stoppe son programme de reproduction et qu'aucune orque sauvage ne puisse être importée,. Cette décision pourrait cependant ne pas faire partie des prérogatives de cette Commission, qui relèverait plutôt du département de l'Agriculture. SeaWorld a annoncé vouloir faire appel,, la Commission devra alors probablement démontrer que sa décision est en accord avec son rôle de préservation et de protection des valeurs et des ressources côtières.
En novembre 2015, le PDG de SeaWorld, Joel Manby, annonce que le parc de San Diego va transformer les spectacles de ses orques dès 2017, afin de les axer davantage sur des messages de conservation. Cette mesure est perçue par les opposants à la captivité comme insuffisante, car elle ne met fin ni aux spectacles ni à la captivité, et ne concerne qu'un seul des trois parcs.

##### Hawaï
Il y a 3 delphinariums dans l'archipel : le Sea Life Park Hawaii à Honolulu, et deux des bassins de l'entreprise Dolphin Quest : un au sein du Hilton Waikoloa Village Resort et un au sein du Kahala Hotel & Resort à Honolulu.

#### Mexique
Le Mexique est un des pays qui compte le plus de delphinariums sur son territoire. Trente-et-une structures y sont ainsi recensées avec un total d'environ 270 dauphins, dont 70 % dans l’État du Quintana Roo. Le groupe Dolphin Discovery, acteur majeur de ce secteur dans le pays, y possède 10 structures. Les trois autres acteurs principaux dans ce pays sont la société Delphinus du Groupe Xcaret, la société Dolphinaris, propriété du fond Adventure Capital, et la société Vallarta Adventures.
En avril 2017, la Chambre des députés approuve la réforme de la Ley General de Vida Silvestre (Loi générale sur la vie sauvage) qui interdit les delphinariums et les spectacles de cétacés. Proposée par le Parti vert écologiste du Mexique (PVEM), cette mesure dispose que les propriétaires ont 30 jours après l'entrée en vigueur de la loi pour réaliser un inventaire et le communiquer au Secrétariat de l'Environnement et des Ressources naturelles. La réforme prévoit que les cétacés actuellement détenus pourront rester en captivité et que chaque femelle pourra encore donner naissance à un unique petit. Les delphinariums pourront ainsi continuer d'opérer pendant encore environ 30 ans, d'ici la mort de tous les spécimens, avant de disparaître. La réforme a été adoptée avec les voix du Parti révolutionnaire institutionnel, du PVEM, du Parti nouvelle alliance et du Parti de la Réunion sociale. Le Parti action nationale, le Parti de la révolution démocratique, le Mouvement de régénération nationale et le Mouvement citoyen ont voté contre. La loi est en passe d'être examinée par le Sénat de la République.
Dans la capitale, Mexico, les députés de l'Assemblée législative de la Ville de Mexico ont adopté en août 2017 un ensemble de lois interdisant l'utilisation de dauphins captifs pour les spectacles, les interactions avec les visiteurs, les séances de "thérapie" et les recherches scientifiques. Le président de la Commission de l'environnement a particulièrement visé le delphinarium du parc à thème Six Flags México, du groupe Dolphin Discovery.

### Amérique centrale et du Sud

#### Argentine
Dans ce pays, se trouve le Mundo Marino, le seul delphinarium d'Amérique du Sud présentant une orque.

#### Chili
Le Chili a interdit la capture, l'importation, la commercialisation et l'exhibition de cétacés en captivité sur son territoire en 2005. Cette mesure, qui concerne aussi d'autres espèces animales (manchots, otaries, tortues...), a notamment pour but d'empêcher que le Chili ne soit une zone privilégiée de capture d'animaux marins en vue d'alimenter le trafic.

#### Costa Rica
Le Costa Rica a fait de même en juillet 2005 en publiant un décret interdisant la captivité des dauphins et des baleines, ainsi que le fait de nager avec eux. Ce décret établit aussi des conditions requises pour les entreprises, institutions ou personnes qui souhaitent réaliser n'importe quelle activité d'observation, de recherche ou de tourisme en relation avec les cétacés dans les eaux nationales.

#### Sainte Lucie
A Sainte Lucie un projet de construction de delphinarium fait actuellement l'objet de vives critiques.

### Asie

#### Inde
L'Inde a déclaré les dauphins et les baleines "personnes non-humaines" le 7 janvier 2013, à travers une lettre du Conseil indien du Bien-être animal (Animal Welfare Board of India), un organisme relevant du Ministère de l'environnement et des forêts, interdisant la capture, le transport et la détention de ces animaux. Il n'existait plus à cette date de delphinarium en Inde, mais les projets de création de nouveaux delphinariums étaient nombreux. À la suite de cette décision ces projets ont dû être abandonnés.

### Europe
- Législation prohibitive
- Législation restrictive
- Pas de législation

Pays sans delphinarium :
Législation prohibitive
Législation restrictive
Pas de législation
Pays avec delphinarium :
Pas de législation
Législation restrictive

En Europe dix-sept pays ont des delphinariums sur leur territoire, la majorité présente des grands dauphins, deux présentent aussi des orques, et un seul, l'Oceanogràfic de Valence, présente des bélugas. Certains présentent aussi des marsouins communs et des dauphins roses de l'Amazone.
Les pays qui présentent le plus de cétacés sont l'Espagne, les Pays-Bas et la France. L'Espagne est le pays d'Europe qui possède le plus de delphinariums, avec onze structures (soit environ un tiers des delphinariums européens).

#### Allemagne
Il existe deux delphinariums en Allemagne. Le zoo de Duisbourg présente sept grands dauphins et un dauphin rose de l'Amazone, tandis que le zoo de Nuremberg présente quant à lui sept grands dauphins,.

#### Belgique

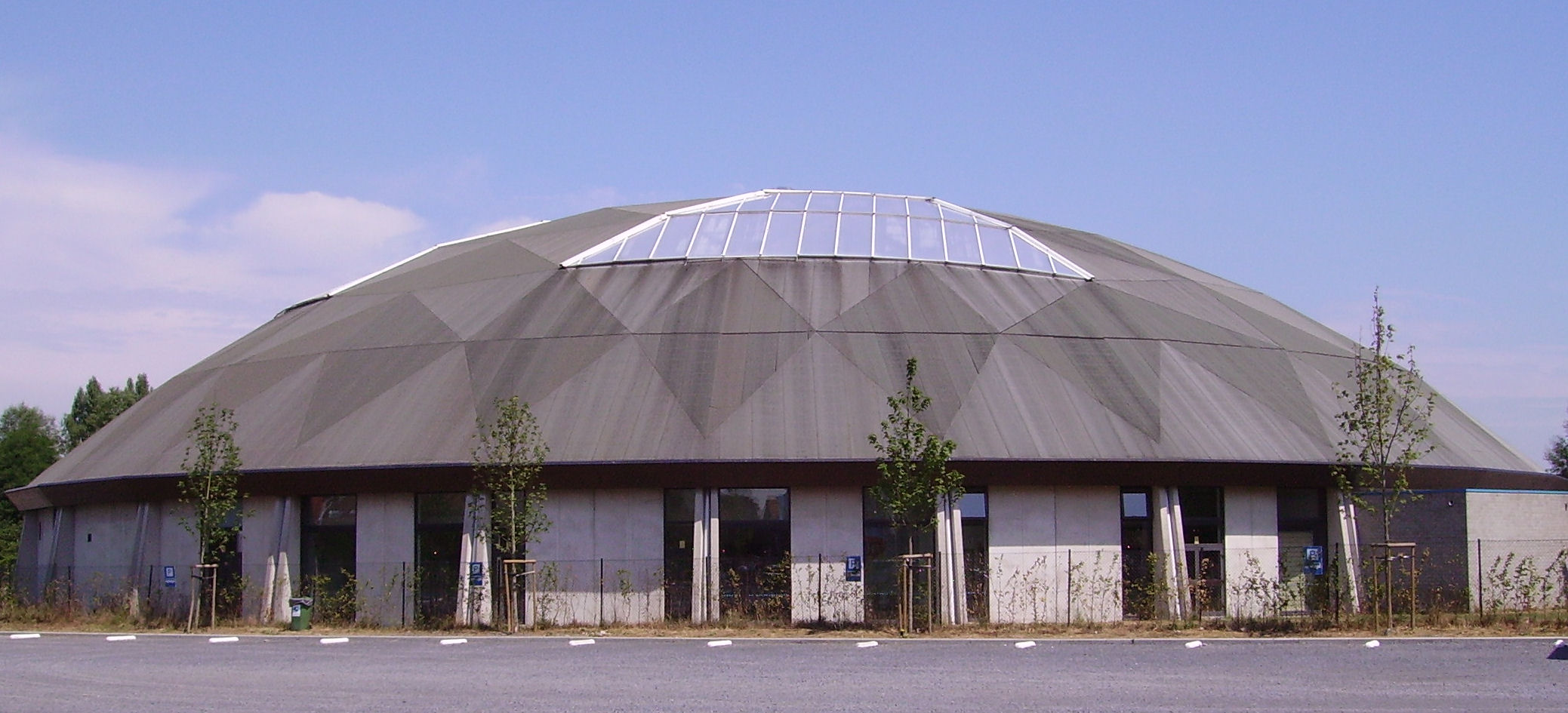
Delphinarium du Boudewijn Seapark de Bruges (Belgique).

Il existe un delphinarium en Belgique, celui du Boudewijn Seapark, à Bruges (Flandre Occidentale), possédé par le groupe espagnol Aspro-Ocio qui détient huit grands dauphins dont quatre nés sur place.

#### Bulgarie
Il existe un delphinarium en Bulgarie, le delphinarium de Varna.

#### Chypre
Un delphinarium, le parc marin d'Ayia Napa, a existé pendant un temps sur l'île de Chypre. Il fut créé grâce à un investisseur russe et présenta quatre grands dauphins de la Mer Noire à partir de 1994, date de leur importation en provenance de l'Académie des sciences de Russie. Le parc voulu importer quatre autres dauphins en 1995, mais cette tentative resta infructueuse après la mobilisation des écologistes.
En 1997, un décret ministériel interdit toute utilisation de cétacés à des fins commerciales. Les quatre dauphins moururent en captivité en 1998, avant que celui-ci n'entre en vigueur en 1999. Le parc marin d'Ayia Napa dut ensuite fermer ses portes.
Cependant, en 2014 le ministre de l'Agriculture Nicos Kouyialis, déclara à la presse qu'il considérait de manière sérieuse les propositions d'investisseurs étrangers concernant l'établissement d'un nouveau delphinarium, ce qui fut confirmé en mars 2015 à la suite d'une proposition pour la ville de Paralimni.

#### Croatie
En juillet 2009 la Croatie a interdit la captivité des cétacés à des fins lucratives sur son territoire, à la suite d'un rapport rendu par l'Institut national de protection de la nature dénonçant les effets néfastes de la captivité sur ces animaux. Seuls les structures gardant des spécimens captifs en vue de réhabilitation sont autorisés.

#### Danemark
Il existe un delphinarium au Danemark, le Fjord & Bælt Center, qui présente un marsouin commun.

#### Espagne

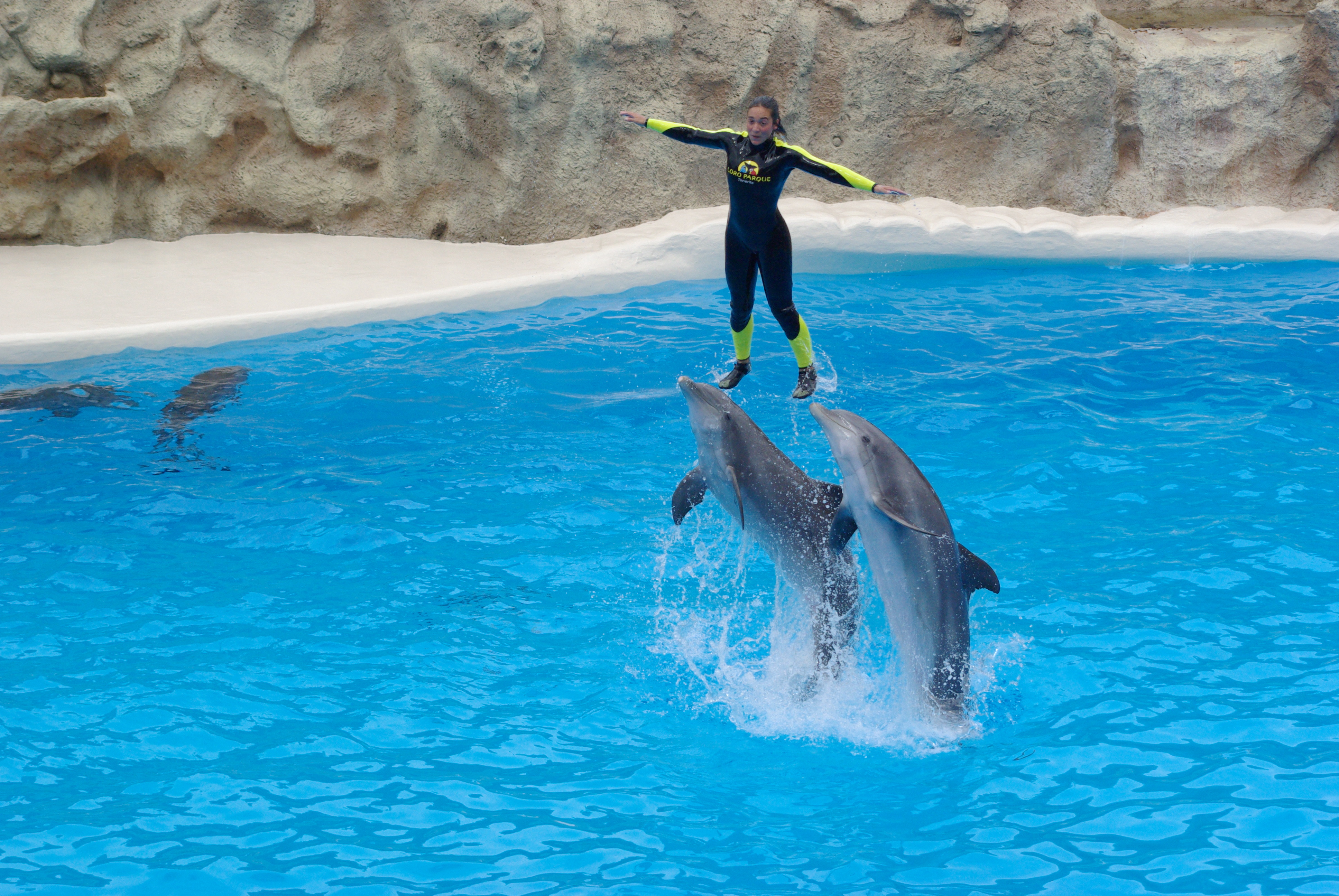
Spectacle de grands dauphins au parc Loro de Tenerife.

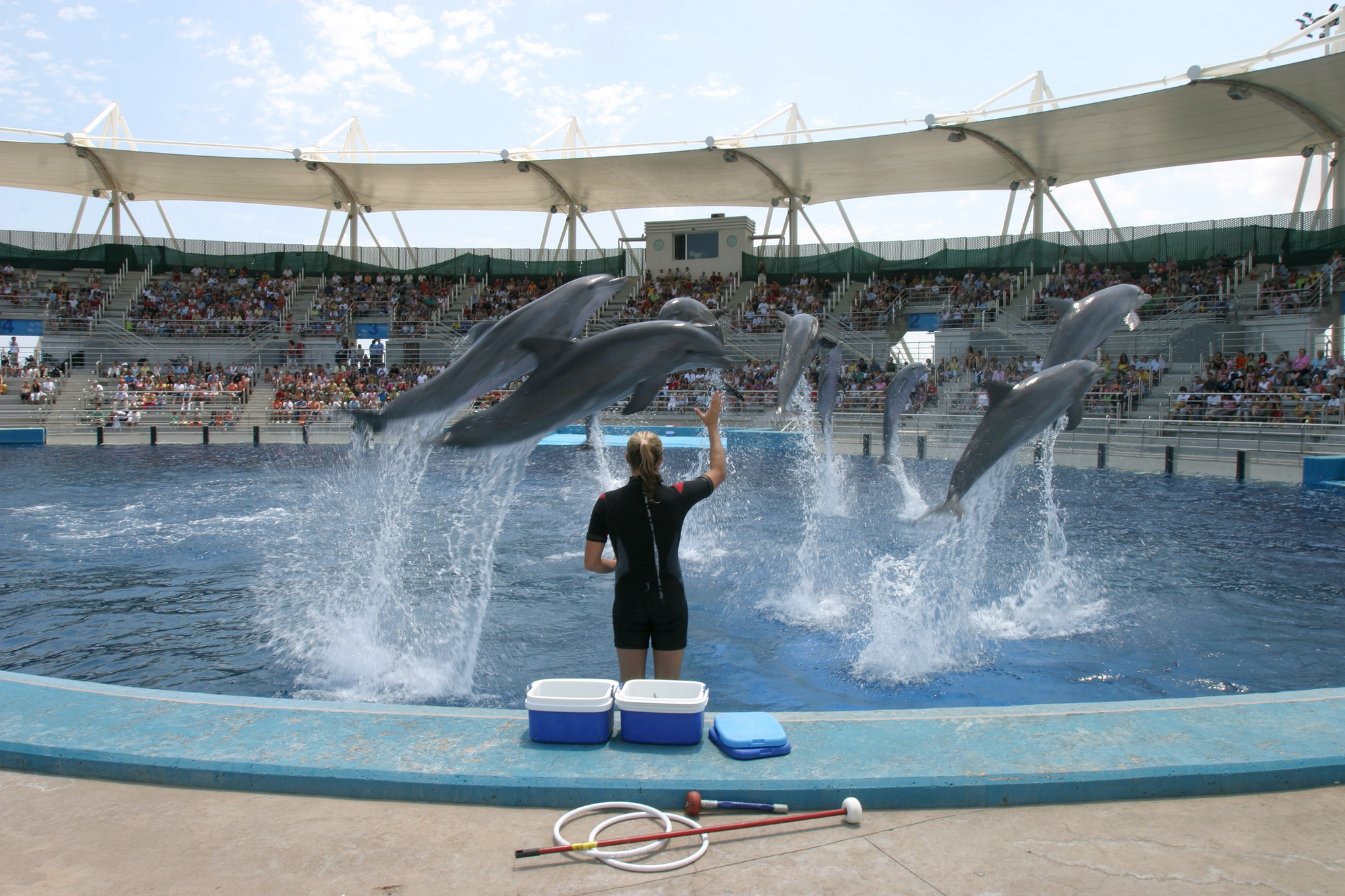
Oceanogràfic de Valence.

En Espagne il existe onze delphinariums. Deux multinationales en possèdent sept à elles seules, Aspro-Ocio et Parques Reunidos. Seules six communautés autonomes sur dix-sept en ont sur leurs territoires.
Le groupe Aspro-Ocio est propriétaire de six delphinariums en Europe, dont quatre en Espagne : deux aux Canaries, le Palmitos Park (Grande Canarie) et l'Aqualand Costa Adeje (Tenerife), le Marineland de Majorque aux Baléares et le Marineland de Catalogne.
Le groupe Parques Reunidos est quant à lui propriétaire de six delphinariums dans le monde, dont trois en Espagne : celui du Zoo Aquarium de Madrid, l'Aquópolis Costa Dorada à Vila-seca (Catalogne) et le Selwo Marina à Benalmadena (Andalousie).
L'Oceanogràfic de Valence, propriété de la Cité des Arts et des Sciences, rassemble plusieurs cétacés dont deux bélugas et treize grands dauphins. Il est exploité par la société Avanqua.
Le Loro Parque, à Tenerife (îles Canaries), présente sept orques dont deux nés sur place et dix grands dauphins dont cinq nés dans le parc. Il est possédé est dirigé par l'Allemand Wolfgang Kiessling. Le Rancho Texas Park, sur l'île de Lanzarote, aux Canaries, présente quatre grands dauphins.
Le Mundomar Benidorm en Communauté valencienne, compte onze grands dauphins.
Le zoo de Barcelone ne présente plus de grands dauphins depuis juillet 2020, conformément à la résolution votée par la municipalité en 2018.

#### Finlande
Il n'y a plus de delphinarium dans ce pays. Le dernier à avoir existé, celui du Parc de Särkänniemi, dans la ville de Tampere, a été fermé après le départ de ses quatre grands dauphins vers le Parc zoologique Attique, en Grèce, en août 2016, (après avoir été annoncée en octobre 2015,).

#### France

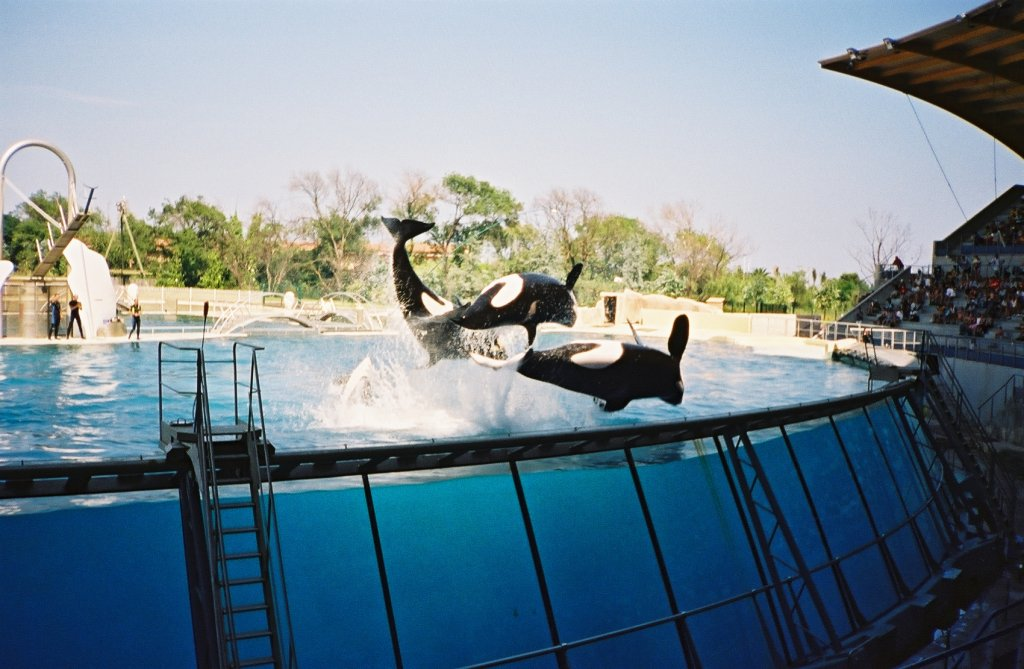
Bassin des orques du Marineland d'Antibes (France).

Il existe deux delphinariums en France, dont un en métropole et un en Polynésie. Ces deux structures présentent onze grands dauphins.
Le delphinarium du parc zoologique Planète Sauvage à Port-Saint-Père sur la côte atlantique, est la propriété du groupe Looping. Situé à 24 km de Nantes, et ouvert en 2009, il présente neuf grands dauphins. Le Moorea Dolphin Center, se trouve en Polynésie française, sur l'île de Moorea, au sein de l'hôtel InterContinental Moorea Resort & Spa, propriété de la multinationale hôtelière britannique InterContinental Hotels. Il présente deux grands dauphins.
Deux autres structures ont accueilli des orques et des dauphins : le Marineland d'Antibes et le Parc Astérix. Le Marineland d'Antibes se trouvait dans les Alpes-Maritimes et était la propriété de la multinationale espagnole Parques Reunidos. Ouvert en 1970, il présentait quatre orques et douze grands dauphins. Le parc à thèmes aquatique ferme définitivement ses portes en janvier 2025. Auparavant, en janvier 2021, alors qu'une proposition de loi d'abolition a été déposée au Parlement pour examen moins d'un mois auparavant, le directeur du Parc Astérix annonce la fermeture de son delphinarium, le Théâtre de Poséidon, qui aura donc été ouvert au public entre les saisons 1989 et 2020. Sur les huit grands dauphins présents lors de cette fermeture, deux sont transférés au Kolmårdens Djurpark (Suède), trois au Mundomar Benidorm et deux à l'Oceanogràfic de Valence (Espagne), tandis que la dernière, gravement malade, est euthanasiée.
Plusieurs tentatives de réglementation ou d'interdiction ont été faites à partir de mars 2015, lorsque la députée Laurence Abeille (EÉLV) propose un amendement au projet de loi pour la reconquête de la biodiversité, de la nature et des paysages, demandant l'interdiction des delphinariums. Celui-ci est rejeté mais le gouvernement Valls II « reconnaît que le débat était légitime et entend faire des propositions » afin que « la réglementation soit réexaminée ». Il s'est par ailleurs engagé à geler toute nouvelle ouverture de delphinarium en France jusqu'à ce qu'un débat plus approfondi ait lieu en seconde lecture, au Sénat,. En octobre 2015, les députés Laurence Abeille et François-Michel Lambert (GÉ) proposent un amendement à la proposition de loi pour l'économie bleue portée par Arnaud Leroy, visant à interdire la capture, l’importation et la commercialisation de cétacés à des fins de dressage récréatif. Il est cependant rejeté par la commission du développement durable et de l'aménagement du territoire de l'Assemblée nationale.
C'est en mai 2017 que voit le jour une réforme des delphinariums, sous la forme d'un arrêté interministériel. Élaboré par Ségolène Royal (PS), ministre de l’Environnement, et Barbara Pompili (PÉ), secrétaire d’État chargée de la Biodiversité au sein du gouvernement Cazeneuve, en concertation avec les associations anti-captivité et les delphinariums, il prévoit notamment l'interdiction de la reproduction des cétacés actuellement détenus, l'interdiction des importations, l'amélioration des conditions de détention (normes augmentant la superficie et la profondeur minimale des bassins, obligation d'enrichissement, etc.), l'interdiction des contacts avec le public, l’échouage des animaux pour les spectacles, les présentations nocturnes ainsi que les effets sonores et lumineux. Cet arrêté est attaqué avec succès par les delphinariums devant le Conseil d'État, qui l'annule en janvier 2018 pour procédure irrégulière.
Le 30 novembre 2021, une proposition de loi visant à lutter contre la maltraitance animale, défendue par les députés Loïc Dombreval, Laëtitia Romeiro Dias et Dimitri Houbron, est promulguée. Elle prévoit l'interdiction de la détention et de la reproduction des cétacés, sauf dans le cadre de programmes de recherche scientifique et dans les refuges et sanctuaires, à partir de novembre 2026. Elle interdit également tout spectacle de cétacés et contacts directs entre cétacés et public dans le même délai. 21 dauphins et 4 orques sont concernés lors de la promulgation de la loi (en métropole). Le devenir de ces cétacés après cette interdiction reste incertain. Planète Sauvage envisage de garder ses dauphins en les utilisant à des fin de recherche scientifique uniquement.

#### Grèce
Le seul delphinarium de Grèce a ouvert en 2010 au sein du Parc zoologique de l'Attique, afin d'accueillir les onze grands dauphins du Musée de la mer lituanien de Klaipėda, pendant les travaux de rénovation de celui-ci. Ce transfert fut d'emblée controversé dans le mesure où celui-ci n'avait pas d'autorisation CITES, ni d'autorisation du gouvernement grec, et que le zoo n'avait pas reçu le permis de construire le delphinarium.
En 2011, le parti des Verts écologistes et des chercheurs de l'Institute for Cetacean Research Pelagos ont attaqué le zoo en justice, la cour de justice d'Athènes a alors émis un arrêté provisoire en avril interdisant temporairement les spectacles de dauphins au sein de ce zoo, avant de se déclarer incompétente pour juger cette affaire en août.
Le ministère de l’Environnement, de l’Aménagement et des Travaux Publics a fait payer au zoo une amende de 1,5 million d'euros pour avoir fait construire le delphinarium sans permis.
Il présente 8 grands dauphins, en 2017.

#### Hongrie
Il n'y a plus de delphinarium en Hongrie depuis octobre 1992 et la mort de deux des cinq spécimens importés pour le divertissement en juillet de la même année après avoir été utilisés par l'armée soviétique. L'interdiction du commerce des dauphins de la mer Noire (de la sous-espèce Tursiops truncatus ponticus) en 2002 a mis fin à la captivité de ces animaux dans ce pays.

#### Italie
En janvier 2015, le gouvernement fait fermer le delphinarium de Rimini qui exploitait des dauphins sans licence depuis presque dix ans. Ceux-ci ont été transférés à l'Aquarium de Gênes.
Il y a actuellement trois delphinariums en Italie, l'Aquarium de Gênes, le Parc Oltremare et le Zoomarine Roma.

#### Lituanie
Il existe une structure en Lituanie, le Musée de la mer lituanien.

#### Malte
L'archipel de Malte comprend un delphinarium présentant sept grands dauphins, le Mediterraneo Marine Park.

#### Pays-Bas
Il existe deux structure présentant des cétacés aux Pays-Bas : le Dolfinarium Harderwijk dans la province de Gueldre, et le musée océanographique Ecomare, sur l'île du Texel.

Le Dolfinarium Harderwijk présente vingt-neuf grands dauphins et quatre marsouins communs, Ecomare présente deux marsouins communs.

#### Pologne
La Pologne ne compte aucun delphinarium sur son territoire.
En août 2015, un projet de construction a vu le jour à Mszczonów dans la périphérie de Varsovie, mais le ministre de l'Environnement, Maciej Grabowski, a refusé d'autoriser sa construction arguant que l'impact sur les dauphins captifs était trop négatif, ajoutant dans son communiqué : « Il n'y aura pas de permission pour des delphinariums commerciaux en Pologne [...] Je suis en faveur de les observer uniquement dans leur milieu naturel », faisant référence à l'observation des dauphins sauvages de la mer baltique,.

#### Portugal
Il existe deux structures au Portugal, le Zoomarine et le Parc zoologique de Lisbonne.

#### Roumanie
Il existe un delphinarium en Roumanie, en Dobrogée, au sein du Muséum d'histoire naturelle de Constanța (Complexul Muzeal de Științe ale Naturii Constanța). Il présente actuellement deux grands dauphins. Les anti-captivités affirment qu'ils sont issus de la chasse annuelle aux dauphins de Taiji (Japon), tandis que le propriétaire affirme qu'ils sont nés en captivité, en Chine. Ce dernier refuse de procéder à des tests ADN qui permettraient de trancher avec certitude.

#### Royaume-Uni

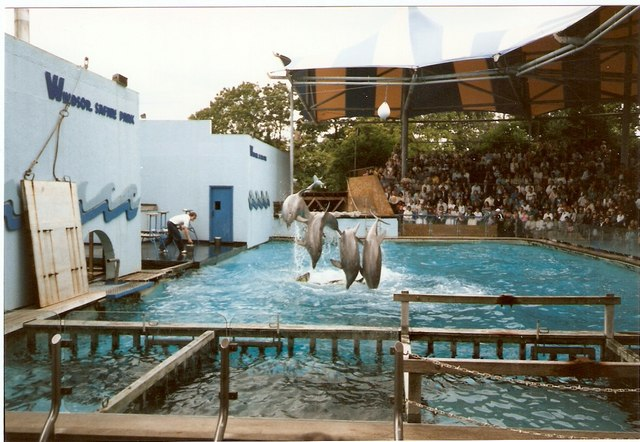
Grands dauphins du delphinarium du Windsor Safari Park (Royaume-Uni) en 1988.

Il n'existe plus aucun delphinarium au Royaume-Uni depuis 1993, mais cela n'est pas dû à une interdiction. En 1991, à la suite de la mobilisation fructueuse de l'opinion publique en faveur de la réintroduction dans la nature des dauphins du marineland de Morecambe, le gouvernement britannique a publié un supplément aux normes concernant les pratiques des zoos modernes, basé sur un rapport de 1986 réalisé à la demande du département de l'environnement intitulé " Une analyse des delphinariums". Ce supplément aux normes a renforcé les conditions nécessaires au maintien en captivité des cétacés au Royaume-Uni, notamment sur les dimensions des bassins. Ces normes devinrent si strictes et impliquaient des coûts de mise aux normes des infrastructures existantes si élevés que tous les delphinariums du pays ont été contraints de fermer.

#### Suède
Il existe un delphinarium en Suède, au sein du Zoo Kolmårdens.

#### Suisse

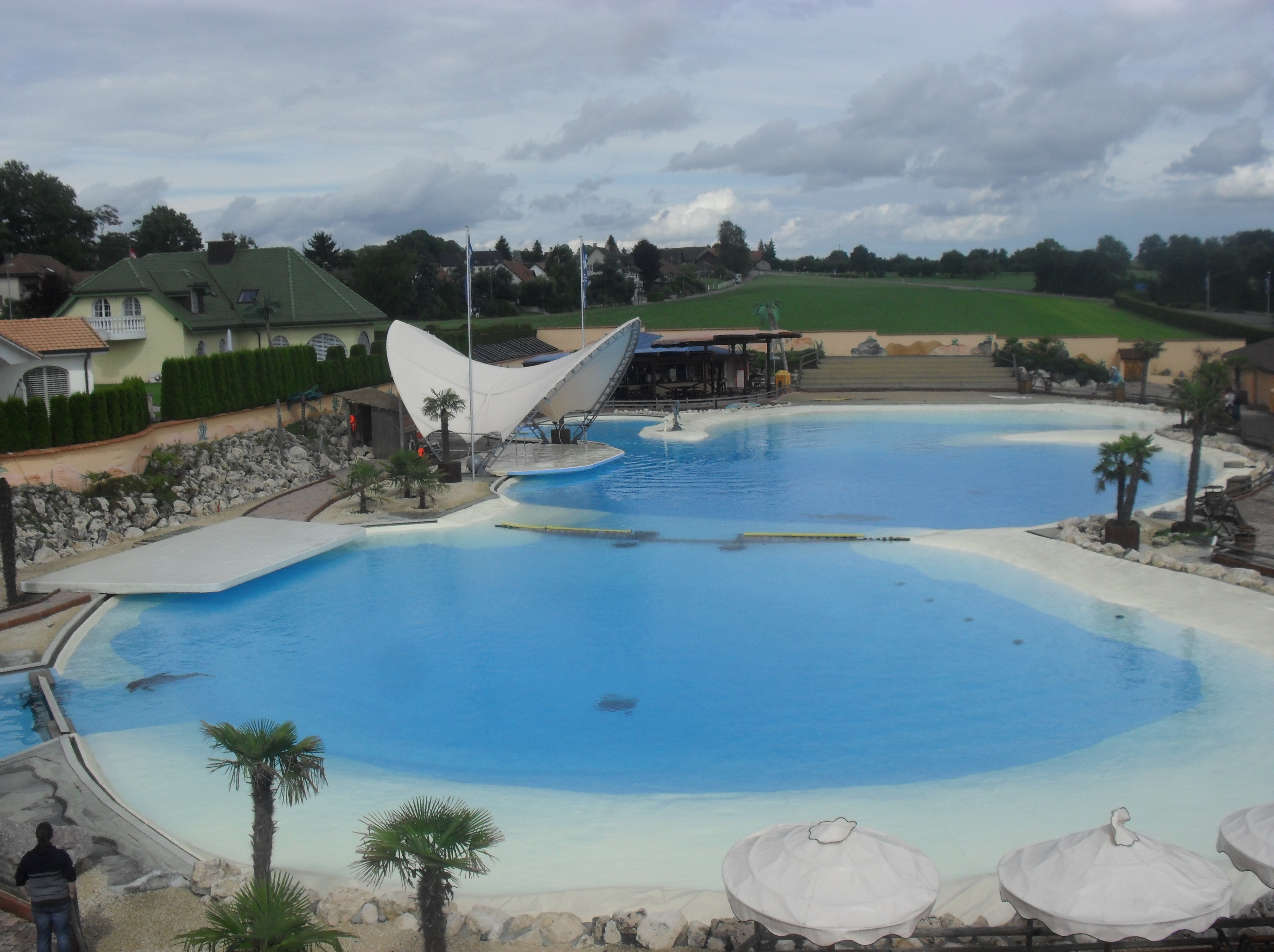
Delphinarium Conny-Land (Suisse) en 2010, trois ans avant sa fermeture.

Il n'existe plus de delphinarium en Suisse depuis 2013. Une loi a été votée en mai 2012 interdisant l'importation de cétacés dans le pays,, elle est entrée en vigueur le 1er janvier 2013.
Le seul delphinarium qui existait alors dans ce pays, au sein du parc d'attractions Conny-Land, a choisi de se séparer de ses 3 spécimens en octobre 2013 devant l'impossibilité de mener un élevage à long terme avec 3 individus, une femelle et deux de ses fils. L'un des deux jeunes est mort en novembre 2013 d'une affection du pancréas, les deux autres dauphins ont été transférés en Jamaïque, dans une des baies privées du complexe touristique Dolphin Cove.

### Océanie
Outre la présence d'un delphinarium en Polynésie française, et de trois autres à Hawaï (États-Unis), le seul pays à présenter des delphinariums dans ce continent est l'Australie.

#### Australie

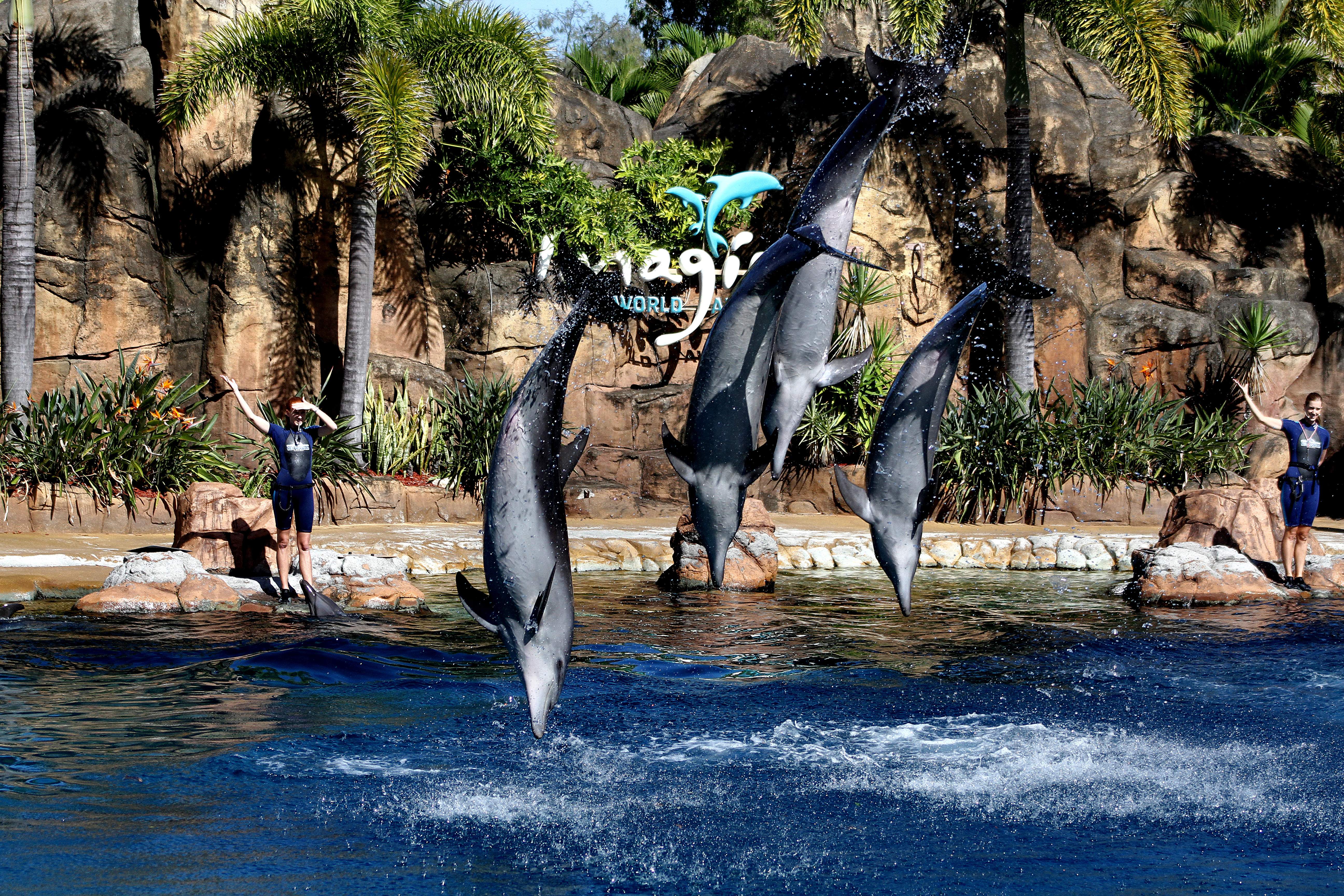
Spectacle des dauphins du Sea World Gold Coast de Southport.

Il existe deux delphinariums en Australie. La situation dans le pays a évolué de façon complexe à partir des années 1980.
En 1984, Marine World Victoria demande un permis de construire pour un delphinarium permettant d'héberger au moins douze cétacés captifs. Le sénat australien nomme alors un comité spécial sur le bien-être animal (Select Committee (en) on Animal Welfare) chargé de travailler sur le sujet. En décembre 1985, le comité publie un rapport intitulé "Dauphins et baleines en captivité" dans lequel il recommande qu'aucune nouvelle installation ne s'établisse en Australie, qu'aucun nouveau permis ne soit accordé pour la capture de cétacés sauvages, et que l'importation de cétacés de l'étranger soit interdite. Il recommande également que les sept delphinariums alors en activité soient autorisés à conserver leurs cétacés en précisant cependant que la détention de ces cétacés devrait finalement être vouée à disparaître.
Cinq de ces sept delphinariums ont depuis fermés leurs portes : l'Atlantis Marine Park (Yanchep), le King Neptune's Park (Port Macquarie), le Marineland of South Australia (Adelaïde), l'African Lion Safari (en) (Warragamba) et le bassin d'Hamilton Island Enterprises (île Hamilton).

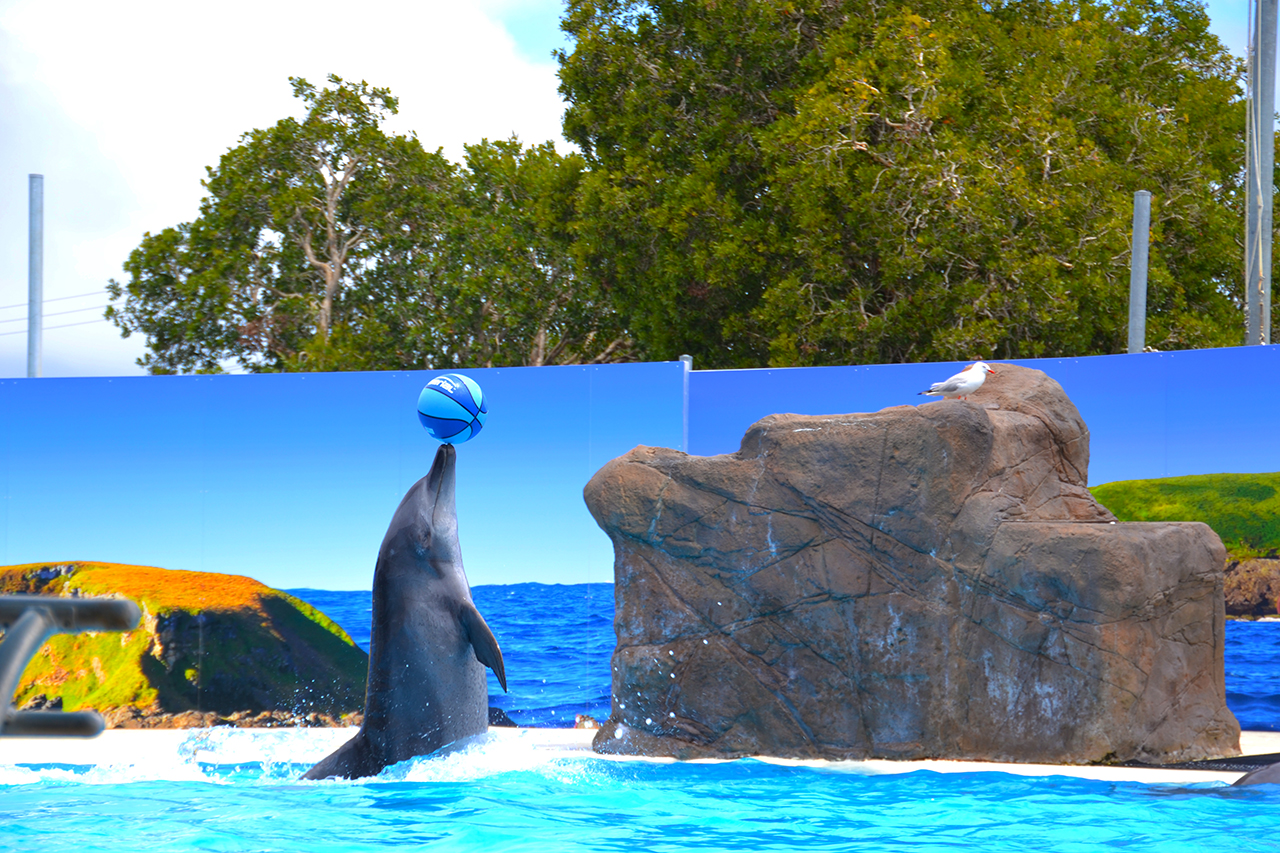
Grand dauphin au parc Dolphin Marine Magic de Coffs Harbour.

Plusieurs établissements en sont cependant venus à héberger des dauphins malgré les recommandations du Sénat. L'aquarium Underwater World de Perth à Hillarys, a accueilli en 1992 les trois dauphins de l'Atlantis Marine Park qui n'avaient pu être réintroduits dans la nature après sa fermeture. Cet aquarium ne présente plus de dauphins depuis que ceux-ci sont morts en 1999, il a ensuite changé son nom en Aquarium of Western Australia (en). L'Underwater World de Brisbane, a aussi présenté des dauphins pendant un temps, il n'en présente plus aujourd’hui, il a depuis changé son nom en Sea Life de Mooloolaba (en).
Actuellement il ne reste que deux des sept delphinariums qui existaient lors de la publication du rapport du Sénat : le Sea World Gold Coast Australia de Southport (Queensland) et le parc Dolphin Marine Magic de Coffs Harbour (Nouvelle-Galles du Sud) (anciennement Pet Porpoise Pool). Ce dernier est au cœur d'une controverse en novembre 2015, un mois après la mort d'un de ses dauphins, lorsque The Australian révèle que la caution scientifique de plusieurs universités australiennes proclamée par le parc est un mensonge. Le parc affirmait en effet que plusieurs universités menaient des recherches sur ses mammifères marins, ce que les universités en question ont démenti.
Fin décembre 2015, Bob Carr, ancien premier ministre de Nouvelle-Galles du Sud, prend position contre la captivité et devient ambassadeur d'Australia for dolphins, la principale association s'opposant à la captivité des cétacés. Il estime qu'il est temps de renforcer la législation qu'il a contribué à mettre en place quand il était ministre de l'Environnement de Nouvelle-Galles du Sud dans les années 1980 et qui a permis la fermeture de trois delphinariums, en supprimant notamment la clause qui permet à un parc ayant des dauphins nés en captivité de les garder captifs.

#### Nouvelle-Zélande
Un delphinarium a existé au sein du Marineland of New Zealand (en) de Napier, mais il a fermé ses portes en 2008.

## Activités

### Activités proposées aux visiteurs

#### Historique
Lors de l’inauguration, du Marineland Studios Florida (1938) plus de 20 000 personnes firent le déplacement pour observer des animaux pour l’essentiel méconnus du grand public. Au début des années 1950, l’équipe proposa une animation consistant à faire effectuer aux dauphins quelques acrobaties. Des années 1950 aux années 1970 ce sont plus de 900 000 visiteurs par an qui sont venus assister au « spectacle des dauphins savants ».
Attirés par ce succès, d’autres parcs marins se créent aux États-Unis puis dans de nombreux autres pays. Depuis 1938, les activités proposées aux visiteurs se sont diversifiées et répondent à la variété des attentes que l’on peut rencontrer entre différents publics ou cultures.

#### Observation
Comme c’était le cas lors des premières années d’activité du Marine Studio Florida, certains parcs marins (par ex : l’aquarium de Gènes en Italie) proposent l’observation pur et simple de dauphins et autres petits cétacés depuis la surface à la périphérie des bassins ou en vision sous-marine. Cette option est, de loin, la moins courante.

#### Spectacles

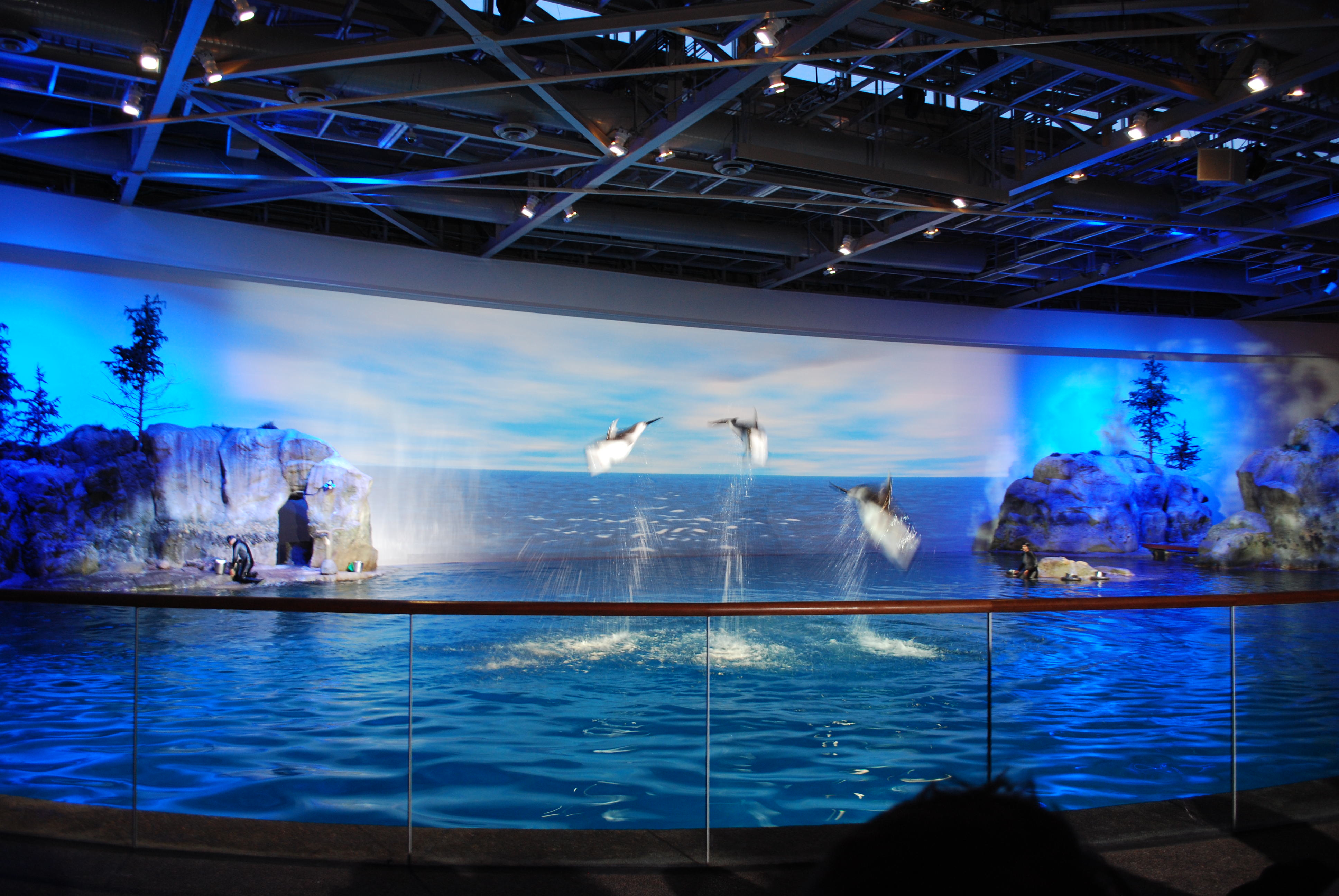
Spectacle à l'Aquarium John G. Shedd (Illinois, États-Unis).

La très grande majorité des delphinariums proposent à leurs visiteurs d’assister à des représentations publiques impliquant l’exécution de comportements à caractère acrobatiques, artistiques et/ou pédagogiques. En général les visiteurs sont installés dans des gradins afin de donner une vision d’ensemble au plus grand nombre.
Il existe une grande variabilité dans la façon dont les cétacés sont présentés allant de spectacles à caractère purement artistique impliquant l’utilisation d’accessoires scénographiques (musiques, lumière, costumes) jusqu’à des présentations thématiques à caractère purement pédagogique (exposé illustré par le comportement des dauphins).

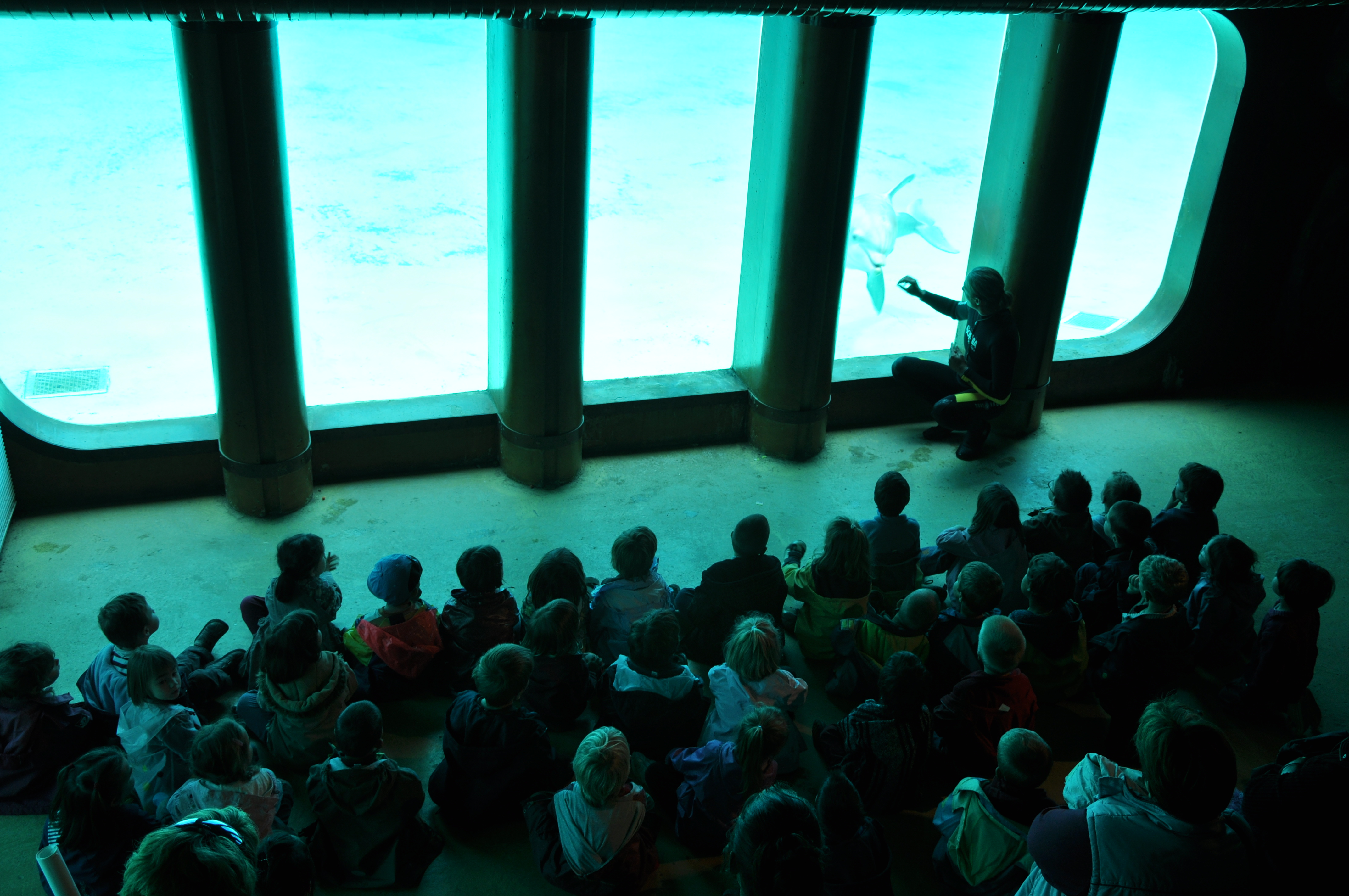
Séance éducative à l'intention d'un groupe scolaire dans la galerie sous marine de Planète Sauvage (France).

#### Programmes éducatifs
Des activités pédagogiques sont proposées sous diverses formes, allant de cours à l’intention des scolaires à des séminaires s’étalant sur plusieurs jours.
Des programmes de découvertes plus approfondis sont également proposés à des petits groupes. Les formes sont multiples et variées : discussion avec un pédagogue, participation à une session d’apprentissage, observation avec support, présentation sous-marine.

#### Interactions avec les dauphins
Des delphinariums proposent à ceux qui le souhaitent une proximité plus grande avec les dauphins voire la possibilité de nager avec eux. Certains opérateurs se sont exclusivement spécialisés dans ce type d’activités, comme Dolphin Discovery au Mexique et Dolphin Quest dans les Bermudes, à Hawaï et à Oahu.
Dans certains cas il est possible de réaliser des plongées sous-marines en extérieur avec des dauphins entrainés.

#### Delphinothérapie
La zoothérapie est un courant cherchant à mettre en évidence l’effet thérapeutique de la proximité entre un patient humain et un animal.
Certains delphinariums ont lancé des programmes de delphinothérapie. Néanmoins les études scientifiques sur le sujet peinent à démontrer un réel effet de ce type d’approche.

### Contribution à la recherche sur les cétacés

#### Historique
Le tout premier delphinarium moderne, le Marineland Studios Florida (1938) accueille, sous l’influence de son directeur zoologique Arthur F. Mc Bride, des scientifiques attirés par l’opportunité d’étudier de près des créatures marines alors encore largement méconnues.
Ces pionniers font ainsi rapidement un grand nombre de découvertes sur les dauphins. Parmi ceux-ci, citons DuBoiset, Fetcher & Fetcher, Eichelberger et Geiling. Après la mort prématurée de McBride en 1949, d’autres scientifiques continuèrent à étudier les pensionnaires du Marineland Florida tel que FG Wood (1953), W. Kellogg (1961) de l'Université d'État de Floride et l'équipe de Bill Schevill et Barbara Lawrence du Woods Hole.
En 1953, à la suite du succès commercial du Marineland Florida, la création d’un second delphinarium en Californie est confiée à un jeune doctorant, Kenneth Norris, qui deviendra un des fondateurs de la cétologie moderne. On lui doit à cette époque la démonstration de l’utilisation du sonar chez le dauphin. Cette capacité n’avait alors été envisagée que par Jacques Yves Cousteau (Le Monde du silence, 1953) sans recevoir de confirmation.
D’autres structures voient le jour ensuite et d’autres recherches sont entreprises par exemple sur la communication avec la proposition de l’utilisation d’un sifflement de signature (en) propre à chaque dauphin par les époux Caldwell (1965), théorie toujours d’actualité plus de 50 ans après (Janik, 2013).
En 1972, cette génération de chercheurs a été à l’origine de la toute première loi du Congrès des États-Unis à contraindre une approche respectueuse de la faune en interdisant les captures de mammifères marins et toute perturbation dans leur milieu naturel : le Marine Mammal Protection Act.

#### Thématiques de recherches
Les recherches entreprises en delphinarium abordent des champs très divers et variés et font régulièrement l’objet de publications scientifiques. Une part importante des travaux entrepris en delphinarium a pour but de développer des méthodes d’étude applicables en milieu naturel - Tyack (1991), Blomqvist et al. (2004),Thomsen et al. (2005), Vergara (2010), Giménez (2016) et permettant de créer des mesures adaptées de protection des petits cétacés - Kastelein (2000).
Très récemment le gouvernement suédois a annoncé la création dans la mer Baltique de la plus grande aire de protection destinée à soulager les populations locales de marsouins communs faisant suite aux études menées par le Pr. Mats Amundin au sein du delphinarium du parc animalier de Kolmarden (Suède) et de l'aquarium du Fjord&Bælt (Danemark) depuis plus de 30 ans et au projet SAMBAH initié en 2008.

## Opposition aux delphinariums

### Controverses

#### Captures en milieu sauvage
La critique des delphinariums par ses opposants met fréquemment en avant l'origine des spécimens qui y sont présentés et la remise en cause des captures en milieu sauvage. Malgré les restrictions sur ces captures et le commerce des cétacés, notamment à travers la Convention de Washington signée en 1973 qui classe les espèces présentées en delphinarium à l'annexe II, les captures de cétacés en mer se poursuivent de nos jours.
La Russie et le Japon sont particulièrement mis en cause, à travers leurs captures respectives d'orques dans la mer d'Okhotsk (au moins 16 entre 2012 et 2015), et de dauphins sur la côte sud d'Honshū, lors de la chasse annuelle aux dauphins de Taiji (1800 individus de 7 espèces capturés ou abattus chaque année). Selon un rapport du Service fédéral russe de supervision de la gestion des ressources naturelles (ru), la capture d'orques et de bélugas pourrait être interdite en Russie en 2019.
Ces captures alimentent principalement les delphinariums de Chine, de Russie et du Japon. Cependant, des structures d'autres pays ont cherché à s'approvisionner de cette façon, comme l'Aquarium de Géorgie, aux États-Unis, qui a essayé d'importer 18 bélugas capturés au large de la Russie en 2013, tentative restée infructueuse après le refus de délivrer un permis par la National Oceanic and Atmospheric Administration. On trouve également des dauphins de Taiji en Tunisie, au Friguia Parc,, et possiblement jusque dans l'Union européenne, en Roumanie, au sein du Muséum d'histoire naturelle de Constanța (Complexul Muzeal de Științe ale Naturii Constanța),.
L'association japonaise des zoos et des aquariums (en) (JAZA) a été suspendue en 2015 par l'Association mondiale des zoos et aquariums (WAZA), pour avoir refusé sa recommandation d'imposer un moratoire de deux ans sur les dauphins en provenance de Taiji. Cette suspension fait suite à l'attaque en justice de la WAZA par l'ONG Australia for Dolphins, qui l'accuse d'avoir soutenu secrètement cette chasse pour la JAZA, tout en la condamnant publiquement,. Les membres de la JAZA ont ensuite voté pour arrêter de s'approvisionner en dauphins issus de cette chasse et réintégrer la WAZA.
Les opposants mettent également en avant que les pays ne pratiquant pas ces captures ou ne s'approvisionnant pas directement via celles-ci, pourraient en bénéficier indirectement en important des descendants de ces individus ou des individus « blanchis » dans des pays peu scrupuleux vis-à-vis des réglementations. Ainsi, on peut trouver à l'Oceanogràfic de Valence, en Espagne, des bélugas capturés en Russie en 1996, donc après la convention de Washington, mais ayant transité pendant plusieurs années par un parc argentin appartenant à la même société, ou encore au Zoo Aquarium de Madrid, des grands dauphins capturés en 2002 dans les eaux cubaines.

#### Santé
Les conditions de vie des animaux des delphinariums sont controversées sur divers points. Le degré d'intelligence élevé dont font preuve les espèces de cétacés rend ses besoins en captivité très élevés.

##### Stress et troubles du comportement
Les bassins en béton, remplis d'eau chlorée et sans végétation ne sont pas adaptés à la physiologie et au comportement naturel de ces animaux, qui y sont nourris avec des poissons morts. Lorsqu'ils sont sauvages les cétacés passent une grande partie de leur temps à chasser des proies vivantes, ce qu'ils ne peuvent pas faire en captivité.
Les comportements sociaux très complexes propres aux cétacés sont aussi rendus difficiles par les conditions de vie en captivité.
Comme de nombreux animaux captifs élevés dans des conditions inadéquates, les cétacés captifs ont tendance à développer des troubles du comportement, comme des stéréotypies.
Les dosages hormonaux et enzymatiques chez les animaux captifs montrent que les cétacés captifs sont stressés.
Des comportements dus au stress engendré par l'enfermement dans un espace restreint avec des membres n'appartenant pas à la même communauté ont été recensés. En 2006, au zoo du Minnesota un delphineau de 7 mois prénommé Harley a sauté hors de son bassin. Il est décédé peu de temps après. La mère du jeune delphineau, est elle aussi décédée à la suite de la mort de son petit. À l'Ocean Park de Hong Kong, une femelle prénommée Pinky a eu un comportement que certains considèrent comme "suicidaire" étant donné que celle-ci se jetait violemment contre les parois.

##### Agressivité
L'environnement dans lequel évoluent les groupes artificiels reformés de dauphins, aurait tendance à provoquer chez eux de l'agressivité.
En juillet 2015, Aloa, une jeune femelle dauphin nouveau-née a été tuée lors d'un combat entre femelles du bassin. Selon les explications du Parc Astérix, un coup lui a été fatal. Un événement similaire a causé la mort d'un nouveau-né à Planète Sauvage en août 2015. Dans la nature les femelles d'un même groupe social (fille, petite-fille, tante, marraine, cousine...) restent ensemble afin de suivre la meneuse ou "matriarche". Les mâles, quant à eux s'éloignent du banc dans lequel ils appartiennent afin de tenter d'unifier leur groupe à un autre[réf. nécessaire].
Les opposants aux delphinariums attribuent aussi à la captivité le comportement agressif observé chez certains orques captifs, comme Tilikum, dont certains ont entraîné la mort de plusieurs personnes. Ils mettent en avant l'absence de ce type de comportement agressif envers les humains, lors d'interactions en milieu sauvage.

##### Espérance de vie
La comparaison de l'espérance de vie (ou longévité moyenne) entre cétacés captifs et cétacés sauvages suscite le débat. Les opposants aux delphinariums affirment souvent que l'espérance de vie des cétacés captifs est inférieure à celles des individus sauvages. Cependant, en l'état actuel des connaissances scientifiques, la question n'est pas tranchée.
Cette comparaison est difficile à établir dans la mesure où l'espérance de vie varie d'une population sauvage à une autre, mais aussi d'une population captive à une autre. De plus, les données sur l'espérance de vie des cétacés sauvages sont très parcellaires, car seules quelques rares populations côtières ont fait l'objet d'études à ce sujet. En plus de n'être qu'un échantillon très limité de la population globale, ces populations côtières, du fait de leur mode de vie, pourraient avoir une espérance de vie différente de celle des populations nomades vivant au large. L'échantillon accessible aux chercheurs ne serait alors pas représentatif. Pour toutes ces raisons, il est difficile de dire ce que serait l'espérance de vie "normale" de ces espèces en milieu sauvage. Le débat est aussi parfois compliqué par la confusion entre le concept de longévité moyenne et celui de longévité maximale (ou potentielle).
Deux études d'analyse de survie ont été réalisées sur les orques captives dans le but de mesurer les taux de survie (en) annuels (proportion d'orques toujours en vie l'année n par rapport à l'année n-1),,. La plus récente, conduite sur 201 individus captifs, dont la moitié aux États-Unis, entre 1961 et 2014, montre que la médiane de survie pour ces orques a été de 6,1 ans, pour une moyenne de 16,3 ans chez les femelles et 13,1 chez les mâles et pour un taux de survie annuel de 91,7 %. La médiane de survie des orques aux États-Unis (12 ans) était nettement meilleure que dans les autres pays (4,4 ans), de même pour celles devenues captives après 1984 (11,8 ans) par rapport à celles devenues captives avant (3,9 ans), ainsi que pour les nées captives (14,1 ans) par rapport à celles ayant été capturées (5,5 ans). Les auteurs remarquent que ces paramètres se sont nettement améliorés après 1994, avec un taux de survie passant à 96,1 %, mais restant cependant inférieur à celui estimé par une autre étude pour les individus sauvages (97,6 %). Cette petite différence expliquerait pourquoi peu d'orques captives atteignent les records de longévité observés en milieu sauvage.
La mortalité pendant les six premiers mois de vie, particulièrement élevée, serait similaire en milieu captif et en milieu sauvage (de l'ordre de 37 %). Elle est cependant difficile à évaluer précisément en milieu sauvage.
Pour certains chercheurs, ces deux espérances de vie seraient similaires. Pour d'autres les calculs seraient parfois biaisés par le fait que le taux de survie en captivité ne tient pas toujours compte des animaux morts précocement.
En milieu captif l'espérance de vie est diminuée par le stress et les infections. De nombreux cétacés captifs meurent d'infections fongiques, due à des souches résistantes de Candida notamment. Bien que certains parcs affirment que ces infections sont communes en milieu sauvage, comme ce fut le cas lors de la mort de l'orque Unna au SeaWorld de San Antonio, la littérature scientifique affirme quant à elle que ces infections sont souvent une conséquence de la captivité. On peut ainsi lire dans le Merck Veterinary Manual, que « les mammifères marins captifs semblent particulièrement prédisposés aux infections fongiques » et que la candidose « atteint les cétacés captifs secondairement au stress, à une désinfection de l'eau au chlore mal équilibrée, ou à une antibiothérapie à large spectre ». D'anciens dresseurs ont rapporté que SeaWorld utilisait des antibiotiques en prévention chez ses orques, une pratique déconseillée car elle entraîne le développement de souches bactériennes et fongiques résistantes aux antibiotiques.
En milieu sauvage l'espérance de vie est surtout diminuée par la prédation, la pollution des eaux et la contamination de leurs proies (aux métaux lourds notamment).

##### Rupture des liens sociaux
Les transferts d'orques entre delphinariums sont fréquents. Ces transferts sont accusés de rompre les liens sociaux entre les individus, liens qui sont particulièrement forts chez les cétacés. La captivité engendre ainsi une reconstitution artificielle des groupes sociaux, et de ce fait un besoin chez l'animal de se recréer une place au sein du groupe captif.
Une analyse de survie a montré une détérioration notable de la survie entre 2 et 6 ans chez les orques captives. Les auteurs émettent l'hypothèse que le stress d'une séparation mère-petit forcée par un transfert puisse en être un facteur.

##### Syndrome de l'aileron flaccide

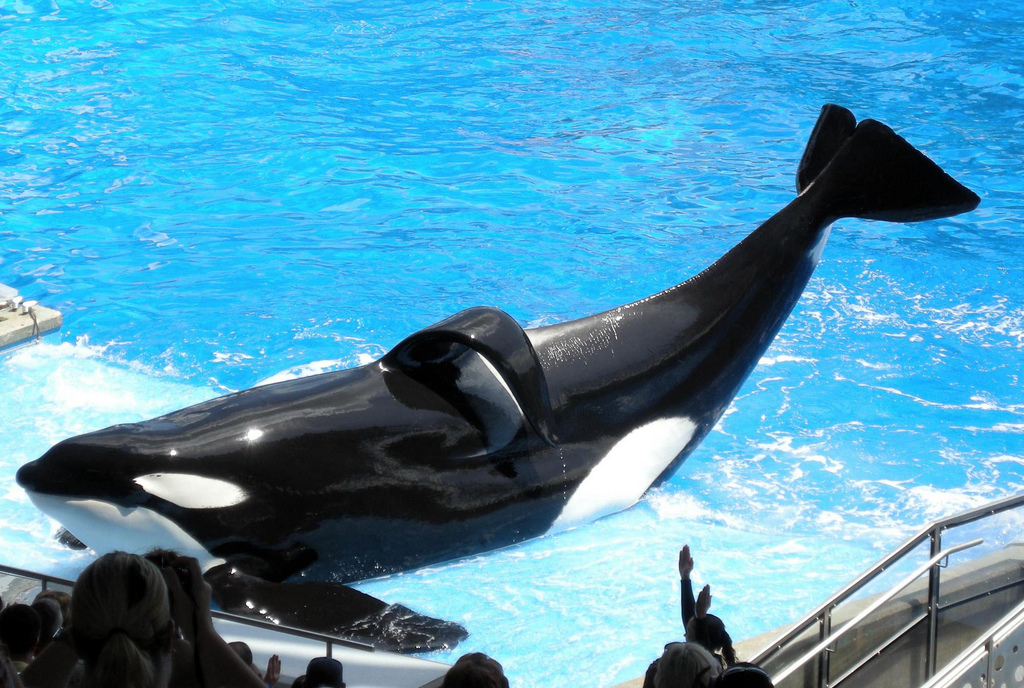
Syndrome de l'aileron flaccide chez l'orque Tilikum au SeaWorld d'Orlando.

Aussi appelé FFS (de l'anglais : Flaccid Fin Syndrome), ce syndrome, caractérisé par l'aspect mou et retombant de la nageoire dorsale, est nettement plus courant chez les orques captives (100 % des mâles) que chez les orques sauvages (moins de 1 %).
Plusieurs facteurs semblent en être à l'origine, inhérents aux faibles superficies et profondeurs des bassins, notamment l'augmentation du temps passé à la surface, la nageoire dorsale n'étant plus soutenue par la masse de l'eau, ce qui tend à diminuer sa rigidité avec le temps. D'autres facteurs sont avancés, comme l'augmentation de l'exposition du collagène de la nageoire à la chaleur des rayonnements solaires, le rendant plus flexible. Cela pourrait aussi être dû à la prépondérance des mouvements de nage circulaires imposés par les bassins.

##### Affections dentaires
Une étude menée sur 29 orques captives a montré que les comportements de stéréotypie orale exprimés par ces orques contribuent à l'apparition d'affections dentaires telles que des pertes de substance coronaire des dents mandibulaires et des fractures dentaires.

#### Pédagogie
Les spectacles de dauphins, apparentés au cirque, sont contestés par les défenseurs des animaux, qui y voient une mise en scène dégradante pour les cétacés et sans intérêt instructif pour les visiteurs. Pour eux, ces représentations renvoient aux spectateurs le message implicite que les humains peuvent exploiter des animaux non domestiques pour leur divertissement, et ce sans se préoccuper de la volonté et de la souffrance des animaux en question.
Les partisans de ce type de structure arguent que les spectacles de cétacés permettent de sensibiliser le public à l'intelligence de ces animaux. Cependant il existe aussi des activités touristiques qui promeuvent l'observation de dauphins dans leur milieu naturel permettant d'éduquer et de sensibiliser le public.
Par ailleurs, la qualité scientifique et l'honnêteté des informations données aux spectateurs a été remise en cause. Des observateurs font remarquer qu'elles tendent à être partiales et visent à ce que les visiteurs aient une image positive des delphinariums.

#### Conservation
Le rôle joué par les delphinariums dans la conservation de la nature est contesté. En effet, la principale espèce, le grand dauphin, est classé en « préoccupation mineure » par l'Union internationale pour la conservation de la nature (UICN). Son élevage en captivité n'est donc pas un élevage conservatoire s'inscrivant dans une démarche de conservation ex situ, il ne contribue pas de manière directe à la conservation de l'espèce, comme c'est le cas pour de nombreuses autres espèces animales.
Les delphinariums justifient la présence des dauphins comme utiles à la conservation par leur statut d'ambassadeur du monde marin auprès du public pour le sensibiliser aux menaces qui pèsent sur lui. Les opposants contestent ce concept et ses hypothétiques retombées positives sur le comportement du public envers les écosystèmes marins.

#### Sauvetages
Les activités de sauvetage de cétacés échoués ou en difficulté menées par les delphinariums sont contestées. Leurs opposants pointent le conflit d'intérêts qu'il y a à secourir des cétacés qui ne sont pas toujours réintroductibles d'un côté et à garder et présenter des cétacés captifs d'un autre.
Le cas de l'orque Morgan, secourue par le Dolfinarium Harderwijk (Pays-Bas) en 2010 illustre cette controverse. Les opposants mettent en avant que l'équipe du delphinarium n'a pas respecté la procédure de sauvetage qui implique que les cétacés secourus soient le moins possible imprégnés de la présence humaine, afin de maximiser les chances de réussite de la réintroduction. Pour eux, cela aurait été intentionnel, dans le but de pouvoir la déclarer inapte à la réintroduction, la garder captive et apporter de la diversité génétique à une population captive restreinte dans un contexte européen où les captures sont interdites. Morgan est captive au Loro Parque (Canaries, Espagne) depuis 2011, où elle participe aux performances. Fin 2017, elle est annoncée gestante, en infraction avec l'accord qui conditionnait son transfert aux Canaries.

### Revendications des opposants
Les revendications des opposants, souvent réunis en associations, sont variées. La plupart militent pour un arrêt de la reproduction des cétacés actuellement détenus et pour leur placement dans des sanctuaires côtiers gérés de manière non lucrative. La réintroduction des cétacés est également souhaitée par ces militants, lorsqu'elle est possible, c'est-à-dire principalement pour des individus nés sauvages ou pour des individus ayant suivi un programme de réhabilitation au milieu sauvage (apprentissage de la chasse, etc.).
Plusieurs projets de sanctuaires de retraite en mer ont commencé à voir le jour. Certains ont été décidés par les delphinariums eux-mêmes, comme c'est le cas pour le Zoo de Barcelone qui envisage le transfert de ses grands dauphins dans un sanctuaire marin près de l'île grecque de Lipsi et pour l'Aquarium national de Baltimore qui prévoit la création d'un sanctuaire d'ici 2020. D'autres projets sont menés par des associations d'opposants comme le Dolphin Project de Ric O'Barry ou le Whale Sanctuary Project de Lori Marino, consacré aux orques et bélugas.
Un autre, plus proche de l'aboutissement, est mené conjointement entre la Whale and Dolphin Conservation Society et le Sea Life Trust (Merlin Entertainments). Il prévoit l'accueil de deux bélugas actuellement détenues au Changfeng Ocean World de Shanghai, dans un sanctuaire situé dans une baie à Heimaey, une île islandaise. Le président-directeur général de Munchkin, qui avait proposé 1 million de dollars pour lancer un projet de sanctuaire en échange du don d'un orque par SeaWorld, contribue à financer le projet.

### Prises de position
La primatologue Jane Goodall a pris position contre la captivité des cétacés pour le divertissement et la recherche.

## Les delphinariums dans la culture

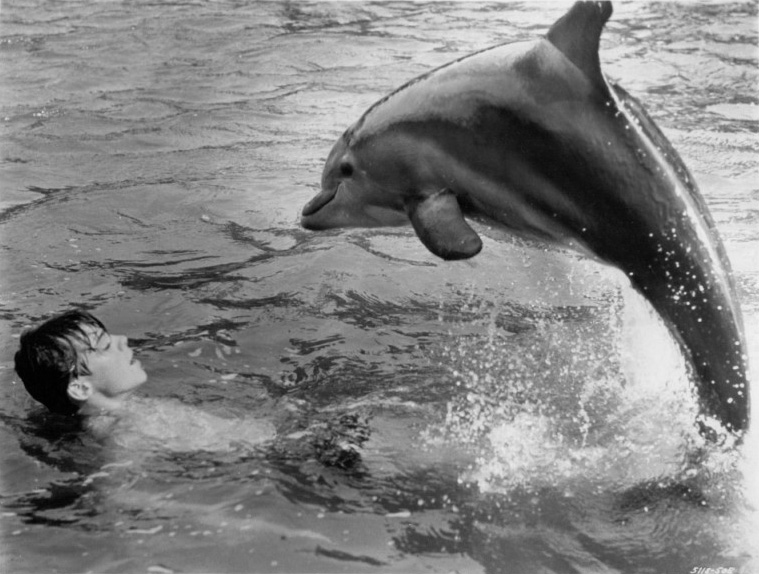
Flipper le dauphin.

### Films
Plusieurs films ont pour thème des animaux vivant dans un delphinarium, et en particulier des orques.
Sorti en 1993 le film franco-américain Sauvez Willy raconte l'histoire d'amitié entre un jeune garçon et d'une orque mâle captive du nom de Willy, qu'il entreprendra de faire regagner la liberté. Très grand succès en salle, ce film fera l'objet d'une suite avec Sauvez Willy 2, 3 et 4.
En 2013 sort Blackfish, un documentaire américain réalisé par Gabriela Cowperthwaite qui traite des dangers de garder captifs des spécimens d'orques. Le film a été présenté au festival du film de Sundance 2013.

### Séries
La série américaine Flipper le dauphin, sortie entre 1964 et 1968 raconte les aventures d'une famille dont le père est responsable d'un parc aquatique de Floride, et de leur dauphin apprivoisé Flipper. Cette série fait suite à deux films à succès sortis en 1963 et 1964.

### Livres
Le roman d'anticipation Un animal doué de raison de l'auteur français Robert Merle, relate l'histoire de scientifiques apprenant à parler à des dauphins captifs, dans le cadre de recherches militaires. Ce livre sorti en 1967 a fait l'objet d'une adaptation en film sous le nom Le Jour du dauphin, sorti en 1973.

## Documentation
Thalassa, Dauphins, le grand spectacle !, émission du 24 février 2017 (France 3).